# Abolicionismo nos Estados Unidos

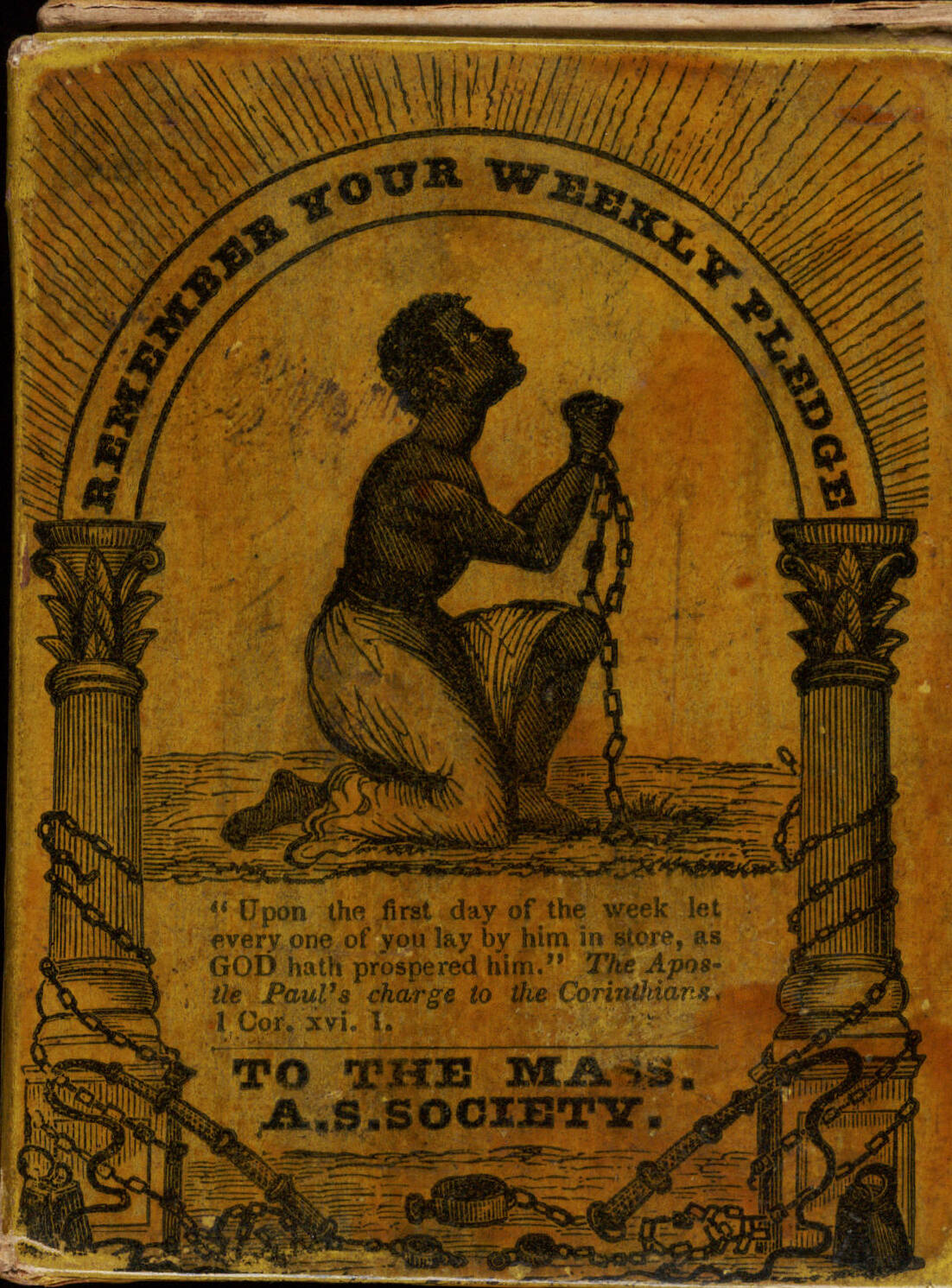
Caixa de coleta da Sociedade Antiescravidão de Massachusetts, por volta de 1850

O abolicionismo (ou movimento antiescravidão) nos Estados Unidos foi o movimento que buscou acabar com a escravidão nos Estados Unidos imediatamente, ativo antes e durante a Guerra Civil Americana. Nas Américas e na Europa Ocidental, o abolicionismo era um movimento que buscava acabar com o tráfico de escravos no Atlântico e libertar escravos. No século XVII, os pensadores iluministas condenaram a escravidão, por motivos humanítários, enquanto os quakers ingleses e algumas denominações evangélicas condenaram a escravidão como sendo não cristã. Naquela época, a maioria dos escravos era africana, mas milhares de nativos americanos também eram escravizados. No século XVIII, seis milhões de africanos foram transportados para as Américas como escravos - pelo menos um terço deles em navios britânicos, para a América do Norte. A colônia da Geórgia originalmente proibia a escravidão em seu território e, a partir de então, a abolição fez parte da mensagem do Primeiro Grande Despertamento das décadas de 1730 e 1740 nas Treze Colônias.
Durante a Era do Iluminismo, pensadores racionalistas criticaram a escravidão por violar os direitos naturais das pessoas. Um membro do parlamento britânico, James Edward Oglethorpe, foi um dos primeiros a articular o caso do Iluminismo contra a escravidão. Oglethorpe, fundador da província da Geórgia, proibiu a escravidão por motivos humanísticos. Ele argumentou contra ela no Parlamento e acabou incentivando seus amigos Granville Sharp e Hannah More a perseguir vigorosamente a causa. Logo após sua morte em 1785, Sharp e More juntaram-se a William Wilberforce e outros na formação da Seita de Clapham. Embora os sentimentos antiescravidão tenham se espalhado no final do século XVIII, muitas colônias, igrejas e nações emergentes (principalmente no sul dos Estados Unidos) continuaram a usar e defender as tradições da escravidão. A proibição da escravidão na Geórgia foi suspensa em 1751.
Durante e imediatamente após a Revolução Americana, os estados do Norte, começando com Uma Lei para a Abolição Gradual da Escravidão (An Act for the Gradual Abolition of Slavery) da Pensilvânia em 1780, aprovaram legislação nas duas décadas seguintes abolindo a escravidão, às vezes por emancipação gradual. Massachusetts ratificou uma constituição que declarou todos os homens iguais; ações de liberdade desafiando a escravidão com base nesse princípio levaram ao fim da escravidão no estado. Em outros estados, como a Virgínia, declarações de direitos semelhantes foram interpretadas pelos tribunais como não aplicáveis a africanos ou afro-americanos. Quase todos os estados proibiram o comércio internacional de escravos durante a Revolução. Nas décadas seguintes, o movimento abolicionista cresceu nos estados do Norte, e o Congresso regulamentou a expansão da escravidão à medida que novos estados eram admitidos na União. O governo federal dos Estados Unidos criminalizou o comércio internacional de escravos em 1808 e tornou a escravidão inconstitucional em 1865 como resultado da Guerra Civil Americana, exceto como punição por crimes pelos quais a pessoa foi "devidamente condenada".
O historiador James M. McPherson define um abolicionista "como alguém que antes da Guerra Civil havia agitado pela abolição imediata, incondicional e total da escravidão nos Estados Unidos". Ele não inclui ativistas contra a escravidão, como Abraham Lincoln, presidente dos EUA durante a Guerra Civil ou o Partido Republicano, que pedia o fim gradual da escravidão.
O abolicionismo nos Estados Unidos era uma expressão do moralismo, e frequentemente tinha um componente religioso: a escravidão era incompatível com o cristianismo, de acordo com os muitos abolicionistas religiosos. Frequentemente operava em conjunto com outro esforço de reforma social, o movimento da temperança.

## Definições de abolicionismo
Sob o título geral do abolicionismo, havia vários submovimentos que não se davam particularmente bem. Primeiro houve a questão do que se entende por abolicionismo e quais condições seriam anexadas a ele. Seria imediato ou gradual? O que seria dos escravos libertos? Eles eram ou poderiam se tornar cidadãos, com direito a voto? Seriam convidados ou forçados a deixar os Estados Unidos ou libertados com a condição de emigrar? (Essa era a política em alguns estados do Sul; os escravos recém-libertos tinham que deixar o estado.) Eles deveriam voltar para a África? Os proprietários de escravos seriam compensados pela perda de seu investimento em escravos? Os escravos seriam pagos pelo trabalho forçado, recebendo as terras de seus ex-proprietários? O governo federal tinha autoridade para determinar seu fim? E a abolição da escravidão era uma obrigação religiosa, em direção à qual Cristo exigia a obra fiel, ou era uma questão secular, ética e econômica? Era a escravidão um bem positivo, que deveria ser expandido para novos territórios e reintroduzido nos estados do Norte, ou era um mal, pecado ou crime a ser eliminado o mais breve e completamente possível?
Havia uma série de movimentos antiescravidão, que às vezes formavam alianças improváveis. Havia um movimento antiescravidão racista antinegro, composto principalmente por brancos, que procurava acabar com a escravidão para beneficiar a alma do proprietário branco e destruir a base econômica da vida negra da época, e essas pessoas basicamente acreditavam que os negros não deveriam existir, ou pelo menos, não deveriam existir aqui onde existimos os brancos, e os proprietários de escravos brancos não deveriam existir, ou pelo menos, eles não deveriam fazer parte da sociedade que consideramos que as pessoas brancas habitam. Em oposição distinta a essas pessoas, havia um movimento antiescravidão composto principalmente de pessoas de cor, que buscava melhores condições de vida para pessoas de cor, melhorias tanto materiais quanto espirituais. Para atravessar a divisão criada por dois padrões motivacionais tão contrastantes, havia um movimento antiescravidão composto por pessoas que buscavam melhorias práticas graduais, passo a passo e fragmentadas, nova melhoria após uma nova melhoria, um processo de construção, e houve um movimento antiescravidão composto por pessoas como William Lloyd Garrison, Theodore Dwight Weld, Arthur Tappan e Lewis Tappan que exigiram total liberdade e emancipação imediatas, independentemente do custo pessoal ou social, um projeto do tipo desmantelar e começar tudo de novo e eles estavam dispostos a ver grandes danos causados a pessoas reais, se o resultado fosse alguma mudança na redação de uma lei, escrita em papel em algum lugar. Havia um Velho Abolicionismo racista e um Velho Abolicionismo paternalista. Havia um Novo Abolicionismo que era evangélico e milenarista e buscava mudanças totais de cima para baixo na sociedade, e havia um Novo Abolicionismo que era imanentista e exigia total transformação pessoal de baixo para cima, dentro da alma de cada indivíduo.

## Apelos à abolição

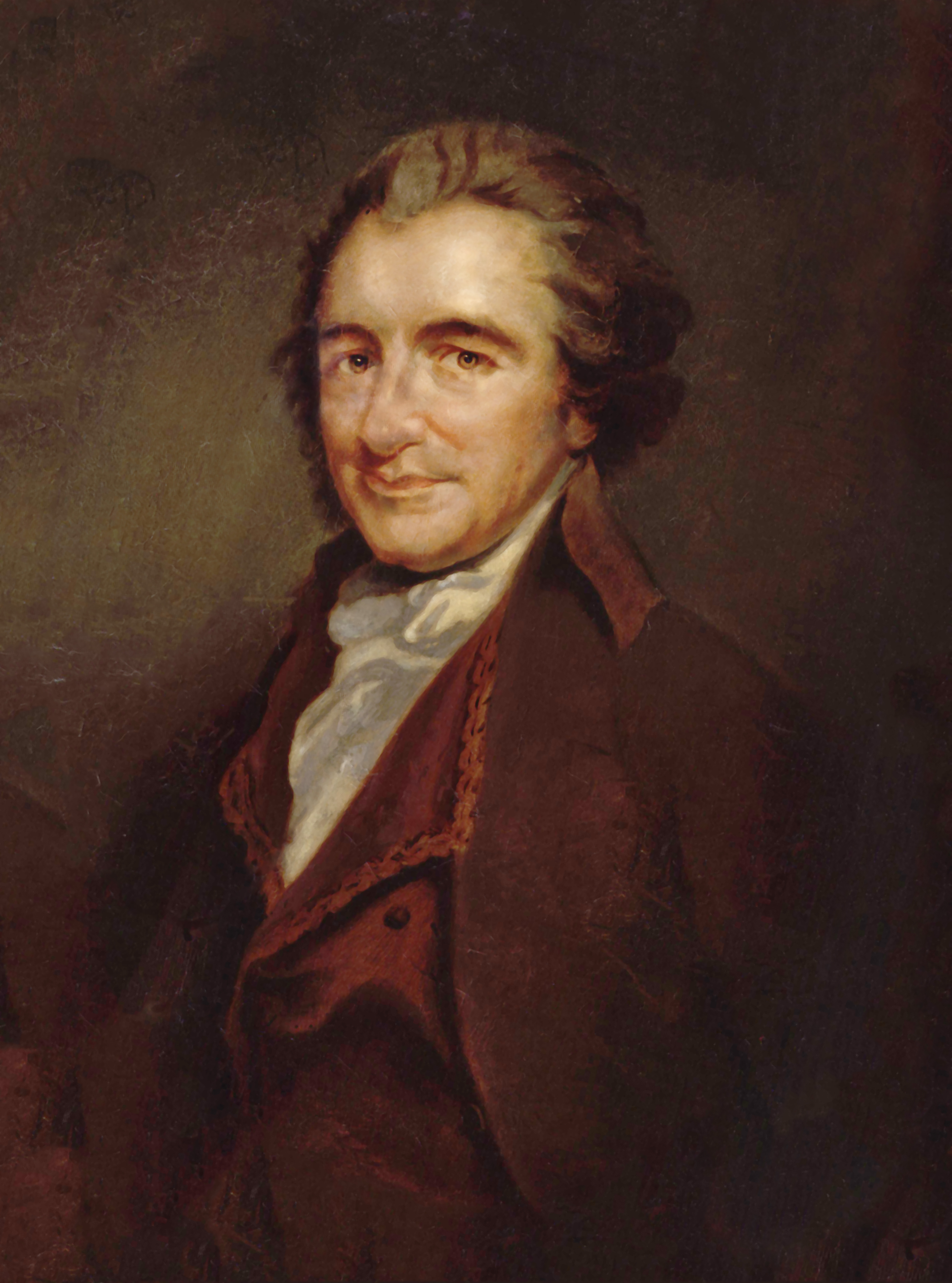
O artigo de 1775 de Thomas Paine"A Escravidão Africana na América" foi um dos primeiros a defender a abolição da escravidão e a libertação de escravos.

O primeiro grupo organizado de americanos brancos que protestaram publicamente contra a escravidão foram os menonitas de Germantown, Pensilvânia. Logo depois, em abril de 1688, os quakers da mesma cidade escreveram uma condenação de duas páginas da prática e a enviaram aos órgãos de governo de sua igreja quaker, a Society of Friends. O estabelecimento quaker nunca tomou atitude. A Petição Quaker contra a Escravidão de Germantown de 1688, foi um argumento incomumente precoce, claro e contundente contra a escravidão e iniciou o espírito que finalmente levou ao fim da escravidão na Society of Friends (1776) e na comunidade da Pensilvânia (1780). A Reunião Trimestral Quaker de Chester, Pensilvânia, fez seu primeiro protesto em 1711. Dentro de algumas décadas, todo o comércio de escravos estava sendo atacado, sendo contestado por líderes quacres como William Burling, Benjamin Lay, Ralph Sandiford, William Southby e John Woolman.

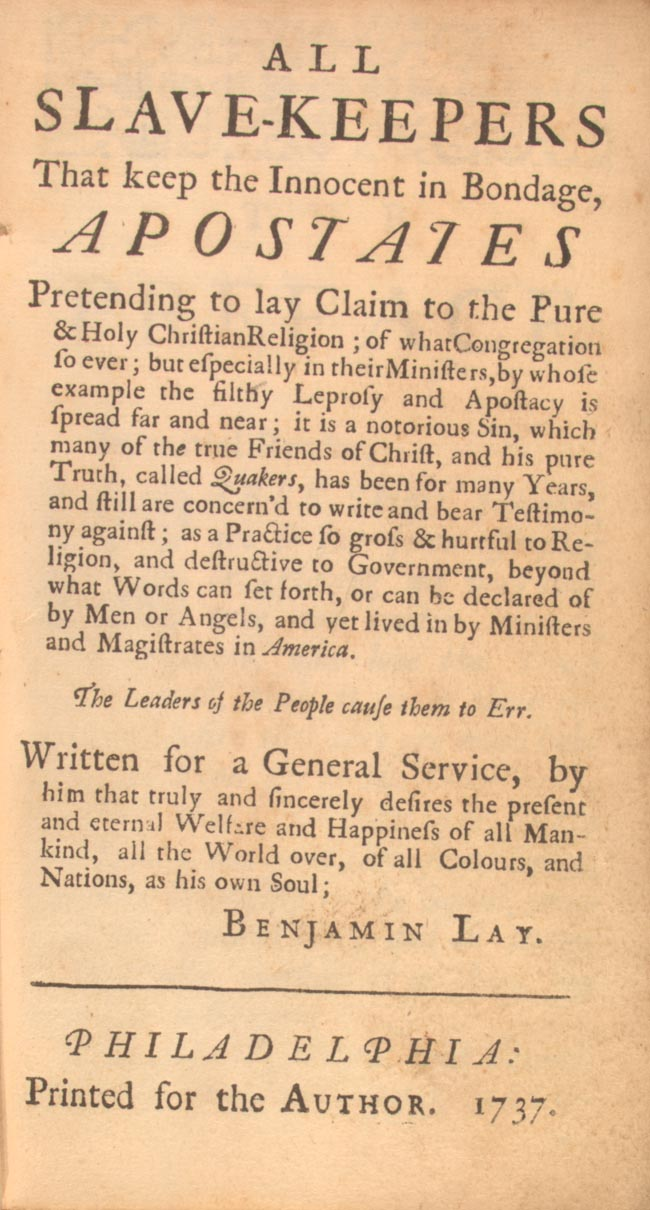
Fronstispício do livro All Slave Keepers That keep the Innocent in Bondage, Apostates de Benjamin Lay, publicado em 1737, impresso por Benjamin Franklin.

Dentre estes, vale destacar o papel desempenhado por Benjamin Lay, nascido em 1682, em Copford, Essex, Inglaterra, tomou contato com os horrores da escravidão após trabalhar como marinheiro e posteriormente se mudar para Barbados em em 1718. Em 1732 emigra novamente, dessa vez para Pensilvânia, sendo um dos pioneiros do abolicionismo nos Estados Unidos. Seu livro All Slave Keepers That keep the Innocent in Bondage, Apostates, publicado em 1737 pela gráfica de seu amigo Benjamin Franklin, demonstra críticas contundentes aos proprietários de escravos, valendo-se tanto da filosofia clássica quanto de interpretações da Bíblia para fazê-lo.
Além de escritor, Benjamin Lay se destacou como ativista político dentro do movimento quaker, inclusive questionando práticas dos membros da própria comunidade como proprietários de escravos se valendo de manifestações políticas teatrais. Um bom exemplo se dá quando em Burlington, Nova Jersey, no Encontro Anual de Quakers da Filadélfia em 1738, vestido como soldado, ele concluiu uma fala crítica contra a escravidão, citando a Bíblia dizendo que todos os homens deveriam eram iguais perante Deus, mergulhando uma espada em uma Bíblia contendo uma bexiga cheia de suco de vinagreira, de colaração vermelho-sangue, que respingou nas pessoas próximas, demonstrando assim seu caráter combativo, para além da escrita. Além do combate a escravidão, Benjamin Lay também foi ativista pelos direitos dos animais, adotando uma dieta vegetariana e buscando um modo de vida onde produzia a própria comida e fabricava as próprias roupas, garantindo que fossem feitas sem exploração de trabalho escravo ou que causasse morte à animais.
A escravidão foi proibida na província da Geórgia logo após sua fundação em 1733. O fundador da colônia, James Edward Oglethorpe, resistiu a repetidas tentativas de comerciantes da Carolina do Sul e especuladores de terras de introduzir escravidão na colônia. Em 1739, ele escreveu aos depositários da Geórgia pedindo-lhes que se mantivessem firmes: "Se permitirmos escravos, agiremos contra os mesmos princípios pelos quais nos associamos, o que era para aliviar as angústias. Visto que agora ocasionaremos a miséria de milhares na África, determinando que os homens usem artimanhas para comprar e trazer à escravidão perpétua as pessoas pobres que agora vivem lá de graça". A luta entre a Geórgia e a Carolina do Sul levou aos primeiros debates no Parlamento sobre a questão da escravidão, ocorridos entre 1740 e 1742.

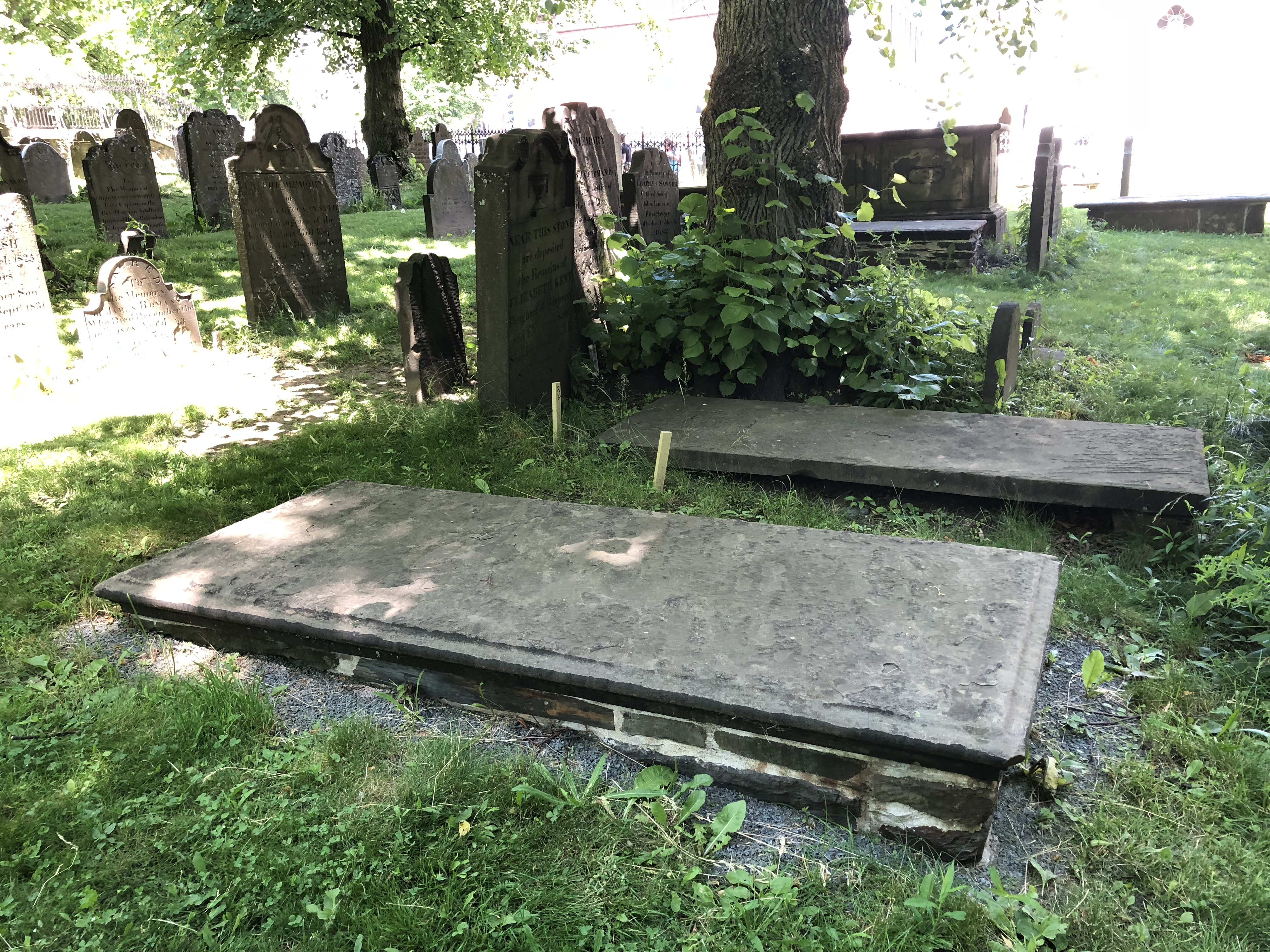
Benjamin Kent, advogado que libertou o primeiro escravo na América (1766)

Dentro do Império Britânico, os tribunais de Massachusetts começaram a seguir a Inglaterra quando, em 1772, a Inglaterra se tornou o primeiro país do mundo a proibir o comércio de escravos dentro de suas fronteiras (Somerset v Stewart), seguida pela decisão Knight v. Wedderburn na Escócia em 1778. Entre 1764 e 1774, dezessete escravos apareceram nos tribunais de Massachusetts para processar seus donos por liberdade. O colega de John Adams, Benjamin Kent, representou escravos no tribunal contra seus senhores, já em 1752. Em 1766, Kent ganhou o primeiro caso a libertar um escravo nos Estados Unidos (Slew vs. Whipple).
A Sociedade para o Alívio dos Negros Livres Ilegalmente Mantidos em Cativeiro (Society for the Relief of Free Negroes Unlawfully Held in Bondage) foi a primeira sociedade de abolição americana, formada em 14 de abril de 1775, na Filadélfia, principalmente pelos quakers. A sociedade suspendeu as operações durante a Guerra Revolucionária Americana e foi reorganizada em 1784, com Benjamin Franklin como seu primeiro presidente. Os Quakers de Rhode Island, associados a Moses Brown, estavam entre os primeiros na América a libertar escravos. Benjamin Rush era outro líder, assim como muitos quakers. John Woolman desistiu da maior parte de seus negócios em 1756 para se dedicar à campanha contra a escravidão junto com outros quakers. Um dos primeiros artigos que defendiam a emancipação dos escravos e a abolição da escravidão foi escrito por Thomas Paine. Intitulado "African Slavery in America", apareceu em 8 de março de 1775 no Postscript to the Pennsylvania Journal and Weekly Advertiser.

## Abolição no Norte

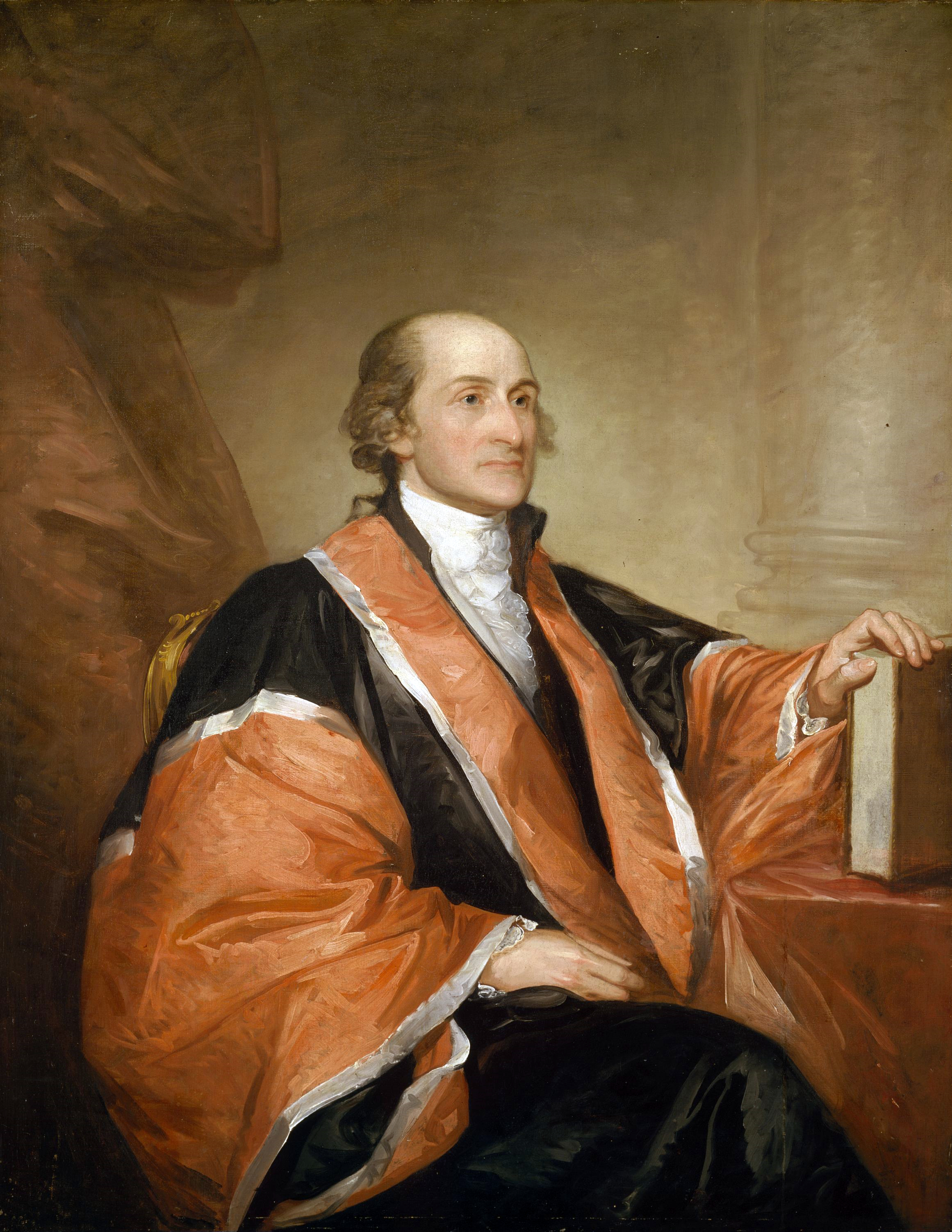
John Jay (1745–1829), fundador da New York Manumission Society em 1785

O movimento abolicionista começou por volta da época da independência dos Estados Unidos. Os quakers tiveram um grande papel. A primeira organização de abolição foi a Pennsylvania Abolition Society, que se reuniu em 1775; Benjamin Franklin era seu presidente. A Sociedade de Alforria de Nova York (New York Manumission Society) foi fundada em 1785 por políticos poderosos: John Jay, Alexander Hamilton e Aaron Burr.
Há muita confusão sobre as datas em que a escravidão foi abolida nos estados do norte, porque "abolir a escravidão" significava coisas diferentes em diferentes estados. (Theodore Weld, em seu panfleto contra a escravidão no Distrito de Colúmbia, fornece uma cronologia detalhada.) É verdade que, começando com a República de Vermont independente, em 1777, todos os estados ao norte do rio Ohio e a linha Mason-Dixon, que separava a Pensilvânia de Maryland, aprovaram algum tipo de legislação antiescravidão. Estas incluíam as primeiras leis de abolição em todo o Novo Mundo: a Constituição de Massachusetts, adotada em 1780, declarou que todos os homens tinham direitos, tornando a escravidão inaplicável, e que ela desapareceria pelas ações individuais de senhores e escravos. No entanto, o que foi aprovado em 1799 por Nova York, que tinha mais escravos do que qualquer outro estado do Norte, e na cidade de Nova York mais escravos do que qualquer outra cidade, exceto Charleston, Carolina do Sul, foi uma Lei para a Abolição Gradual da Escravidão. Nova Jersey aboliu a escravidão em 1804, mas em 1860 uma dúzia de negros ainda era mantida como "aprendizes perpétuos".
Em outras palavras, o fim da escravidão nos estados do Norte nem sempre significava que os escravos eram imediatamente libertados. Alguns escravos eram levados para os estados do Sul e vendidos antes que as proibições de escravidão entrassem em vigor. As pessoas escravizadas no Norte poderiam se tornar servas contratadas que precisam trabalhar sem salário, mas sempre com uma data de término. Em Nova York, os servos por contrato restantes foram libertados em 4 de julho de 1827, e houve um grande desfile comemorativo, repetido nos próximos dias 4 de julho. Ainda havia centenas de escravos nos estados do Norte no Censo de 1840. No sul, havia milhões.
Por meio da Ordenança do Noroeste de 1787, o Congresso da Confederação proibiu a escravidão nos territórios a noroeste do rio Ohio.
Na Convenção Constitucional de 1787, a escravidão era o tópico mais controverso. A proibição total da escravidão era impossível, pois os estados do Sul (Geórgia, Carolina do Sul, Carolina do Norte, Virgínia, Maryland e Delaware) nunca teriam concordado. A única restrição à escravidão que poderia ser acordada era a proibição de importação de escravos, e mesmo essa proibição foi adiada por 20 anos. Naquela época, todos os estados, exceto a Carolina do Sul, haviam aprovado leis que aboliam ou limitavam severamente a importação de escravos. Quando 1808 se aproximou, o então Presidente Thomas Jefferson, em sua mensagem anual de 1806 ao Congresso (Estado da União), propôs legislação, aprovada pelo Congresso com pouca controvérsia em 1807, proibindo a importação de escravos para os Estados Unidos a partir do primeiro dia em que Constituição permitia, 1º de janeiro de 1808. Como ele disse, isso "retiraria os cidadãos dos Estados Unidos de toda participação adicional nas violações dos direitos humanos... que a moralidade, a reputação e o melhor de nosso país há muito tempo anseiam por proibir". No entanto, cerca de 1 000 escravos por ano continuaram sendo trazidos ilegalmente (contrabandeados) para os Estados Unidos; como pelos navios negreiros Wanderer e Clotilda. Isso ocorreu principalmente através da Flórida espanhola e da Costa do Golfo; os Estados Unidos adquiriram a Flórida da Espanha em 1819, a partir de 1821, em parte como uma medida de controle de escravos: nenhuma importação chegando e certamente nenhum fugitivo escapando para um refúgio.
Nenhuma restrição foi imposta ao comércio interno de escravos do país, que se expandiu para substituir a oferta de escravos africanos (ver Escravidão nos Estados Unidos#Comércio escravo).

## Antiabolicionismo no Norte
É fácil exagerar o apoio ao abolicionismo no norte. Todo o movimento abolicionista, o quadro de conferencistas antiescravistas, estava concentrado principalmente no Norte: convencendo os nortistas de que a escravidão deveria ser imediatamente abolida e os escravos libertados com direitos.
A maioria dos sulistas apoiava a escravidão; o abolicionismo existia no Sul até a revolta de Nat Turner em 1831.:111 Mas apenas uma minoria no Norte apoiou a abolição, vista como uma medida extrema e "radical". Horace Greeley observou em 1854 que "nunca fora capaz de descobrir qualquer sentimento forte, pervasivo e dominante sobre a escravidão nos Estados livres". Os negros livres estavam sujeitos tanto no Norte quanto no Sul a condições quase inconcebíveis hoje. Embora o quadro não seja uniforme nem estático, em geral os negros livres no Norte não eram cidadãos, não podiam votar ou ocupar cargos públicos e não tinham acesso aos tribunais nem proteção pela polícia. Sua palavra nunca era tomada contra a palavra de um homem branco. As crianças negras não podiam estudar nas escolas públicas, e havia apenas algumas escolas para elas, como a African Free School em Nova York e a Abiel Smith School em Boston; quando as escolas para negros foram criadas em Ohio na década de 1830, a professora de uma dormia nela toda noite "por medo de que os brancos iriam queimá-la", e em outra, "um comitê de vigilância ameaçou pôr alcatrão e penas [na professora] e carregar ela montada em cruzeta de cerca [riding the rail, uma punição pública] se ela não saísse".:245–246 "A educação negra foi uma busca perigosa para os professores".
A maioria das faculdades não admitia negros. O Oberlin Collegiate Institute foi o primeiro colégio, ainda existente, a admiti-los por política; o Oneida Institute foi um antecessor de vida curta. Em termos de salários, moradia, acesso a serviços e transporte, o tratamento "separado mas igual" ou leis Jim Crow, teria sido uma grande melhoria. A proposta de criar a primeira faculdade para negros do país, em New Haven, Connecticut, teve uma oposição local tão forte (New Haven Excitement) que foi rapidamente abandonada. As escolas nas quais negros e brancos estudavam juntos em Canaan, New Hampshire, e Canterbury, Connecticut, foram fisicamente destruídas por turbas.

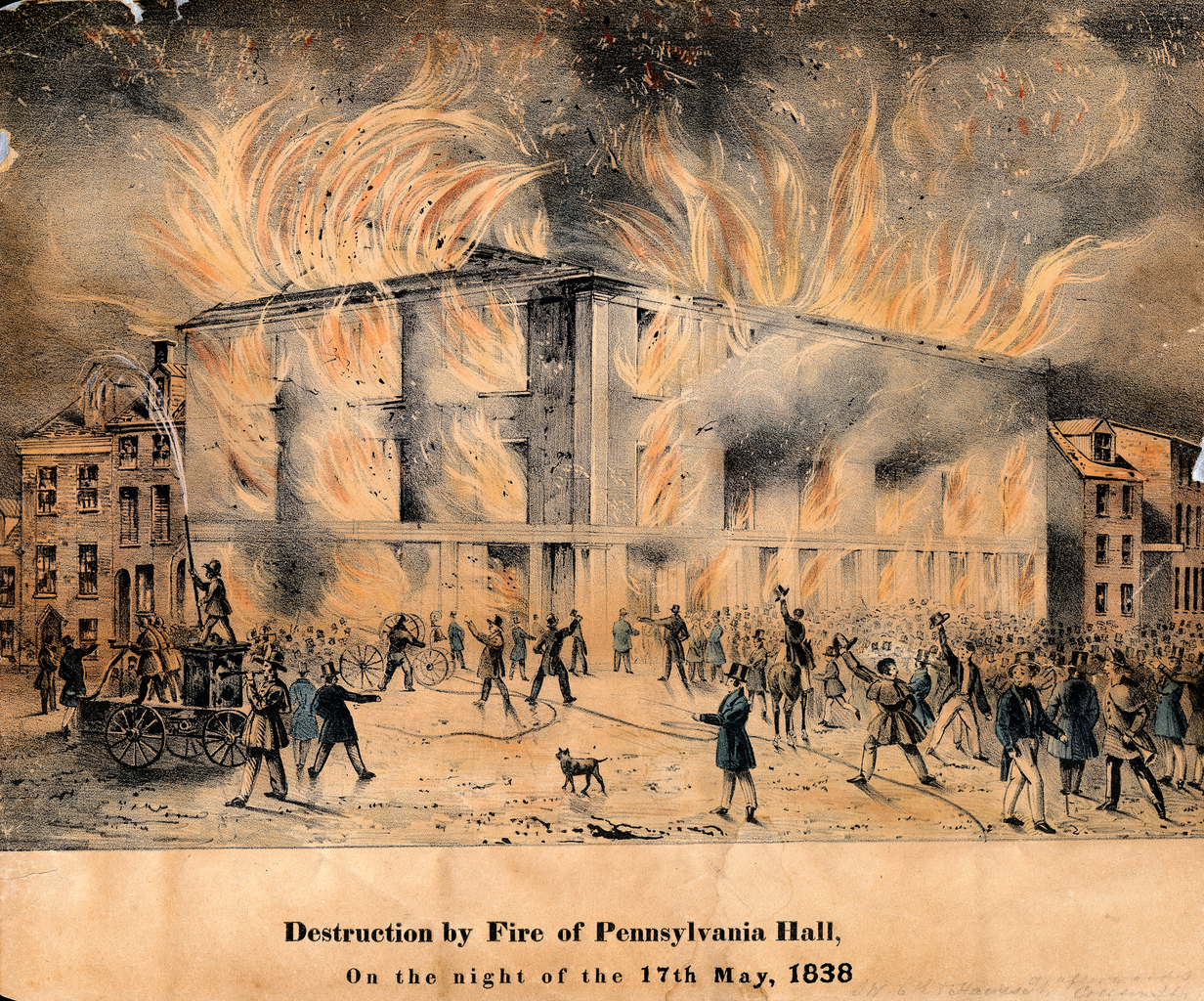
Incêndio do Pennsylvania Hall, sede da Sociedade Antiescravidão da Pensilvânia. Impressão por John Caspar Wild. Observe os bombeiros que pulverizam água no edifício adjacente.

As ações do Sul contra os abolicionistas brancos adotaram canais legais: Amos Dresser foi julgado, condenado e açoitado publicamente em Knoxville, e Rveuben Crandall, irmão de Prudence Crandall, foi preso em Washington D. C. e foi considerado inocente, embora ele tenha morrido logo por tuberculose contraída na cadeia. (O promotor foi Francis Scott Key.) Em Savannah, Geórgia, o prefeito e o vereador protegeram um visitante abolicionista de uma multidão.
No Norte, houve muita violência por multidões, o que a imprensa às vezes chamava de "mobocracy". Em 1837 o Rev. Elijah P. Lovejoy, que publicou um jornal abolicionista, foi morto por uma multidão em Illinois. Apenas seis meses depois, o novo, amplo, moderno e caro salão que a Sociedade Antiescravidão da Pensilvânia construiu na Filadélfia em 1838 foi queimado por uma multidão uma multidão três dias após sua abertura. Houve outros tumultos antiabolicionistas em Nova York (1834), Cincinnati (1829, 1836 e 1841), Norwich, Connecticut (1834), Washington, D.C. (1835), Filadélfia (1842) e Granville, Ohio. (seguindo a Convenção Antiescravidão do Estado de Ohio, 1836), embora também houvesse um distúrbio pró-abolição (mais precisamente um motim pró-escravo fugitivo) em Boston em 1836 (e veja Resgate de Jerry — "Jerry Rescue"). Entre 1835 e 1838, a violência antiabolicionista "se estabeleceu como uma característica rotineira da vida pública em praticamente todas as principais cidades do norte".
Dar aos negros os mesmos direitos que os brancos tinham, como exigia Garrison, estava "muito fora da opinião convencional na década de 1830".:27 Alguns se opuseram a permitir que os negros se juntassem a organizações abolicionistas. A única vez em que Garrison defendeu os proprietários de escravos do Sul foi quando os comparou com os nortistas antiabolicionistas: 
Eu encontrei [no Norte] o desprezo mais amargo, a oposição mais ativa, a depreciação mais implacável, o preconceito mais teimoso e a apatia mais congelada do que entre os próprios proprietários de escravos.:36–37:42
Alexis de Tocqueville, em seu clássico Democracia na América (livro 1, capítulo 18), disse o mesmo: 
Os preconceitos de raça parecem ser mais fortes nos Estados que aboliram a escravidão do que naqueles onde ainda existe; e em nenhum lugar é tão intolerante como naqueles estados onde a servidão nunca foi conhecida.:460
Da mesma forma, Harriet Beecher Stowe afirmou que "a amargura dos donos de escravos do Sul era temperada por muitas considerações de bondade para os criados nascidos em suas casas ou em suas propriedades; mas o proprietário de escravos do Norte negociava homens e mulheres que ele nunca viu e cujas separações, lágrimas e misérias ele decidiu nunca ouvir".:607

## Alforria por senhores do Sul
Depois de 1776, os defensores quakers e morávios ajudaram a persuadir vários proprietários de escravos no Alto Sul a libertar seus escravos. As manumissões aumentaram por quase duas décadas. Muitos atos individuais de proprietários de escravos libertaram milhares de escravos. Os senhores libertaram escravos em um número tão grande que a porcentagem de negros livres no Alto Sul aumentou de 1 para 10%, com a maior parte desse aumento na Virgínia, Maryland e Delaware. Em 1810, três quartos dos negros em Delaware estavam livres. O mais notável dos homens a oferecer liberdade foi Robert Carter III, da Virgínia, que libertou mais de 450 pessoas por "Deed of Gift" (Ato de Doação), peticionado em 1791. Esse número era de mais escravos do que qualquer americano havia solto antes ou depois. Muitas vezes, os proprietários de escravos tomavam suas decisões por suas próprias lutas na Revolução; suas vontades e ações frequentemente citavam linguagem sobre a igualdade de homens apoiando a decisão de libertar escravos. A economia em mudança da época também incentivou-os a libertar escravos. Os plantadores estavam mudando do tabaco em mão-de-obra intensiva para o cultivo de culturas mistas e precisavam de menos escravos.
Juntamente com os afro-americanos libertados antes da Revolução, as famílias negras recém-livres começaram a medrar. Em 1860, 91,7% dos negros em Delaware e 49,7% daqueles em Maryland estavam livres. Tais primeiras famílias livres frequentemente formaram o núcleo de artesãos, profissionais, pregadores e professores nas gerações futuras. No entanto, a maioria dos estados do Sul Profundo não queria negros livres, acreditando que fossem uma influência desestabilizadora; eles proibiram a entrada de negros livres no estado e exigiram que escravos recém-alforriados deixassem o estado dentro de 30 dias. Os negros livres não sujeitos a essas políticas viviam sob sérias restrições legais.

## Territórios ocidentais

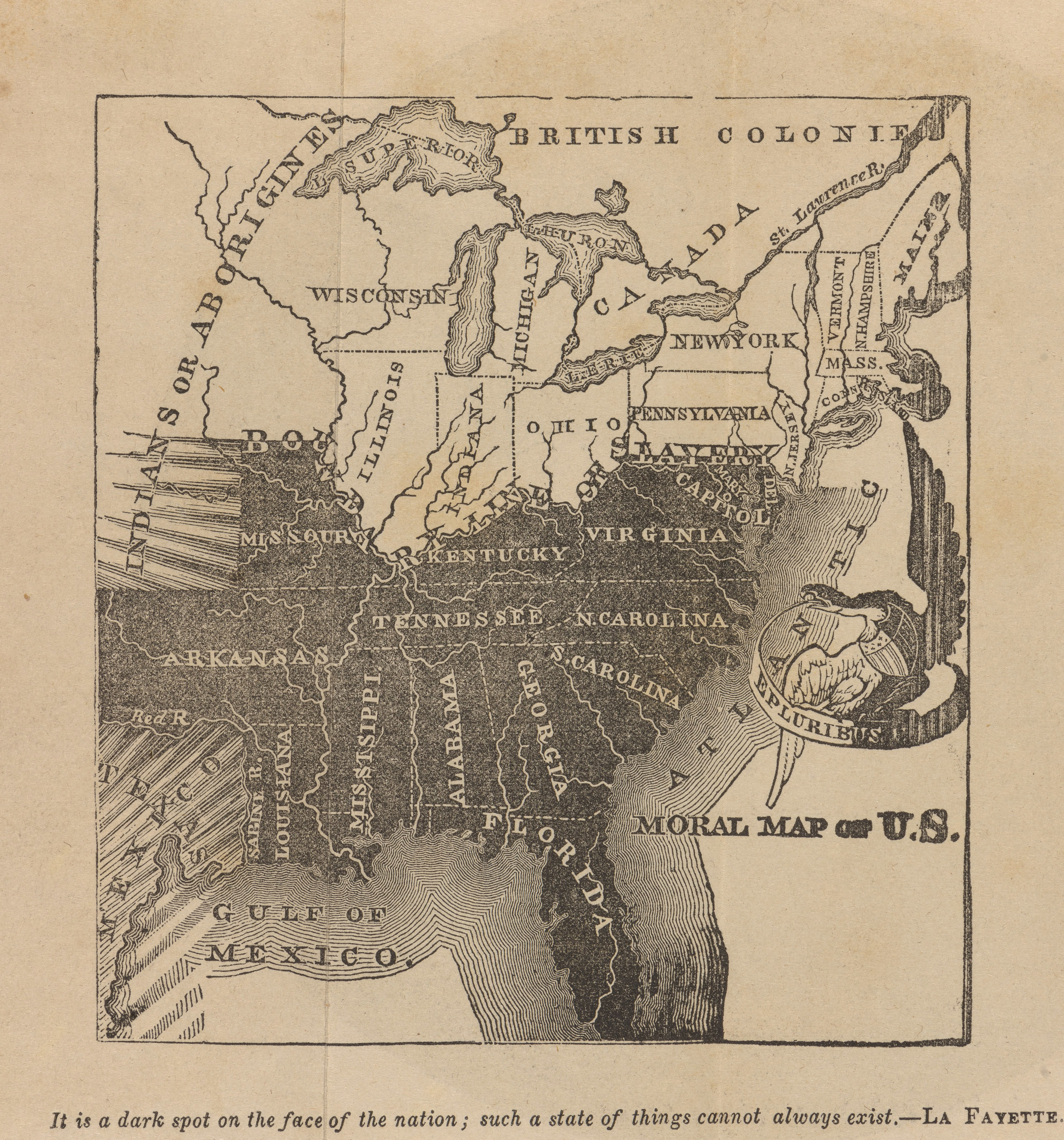
Este mapa antiescravidão mostra os estados escravistas em preto, com sombreamento em preto e branco representando a propagação ameaçada da escravidão no Texas e nos territórios ocidentais.

Durante o debate do Congresso em 1820 sobre a proposta Emenda Tallmadge, que buscava limitar a escravidão no Missouri quando se tornou um estado, Rufus King declarou que "leis ou acordos que impõem tal condição [escravidão] a qualquer ser humano são absolutamente nulas, porque contrárias à lei da natureza, que é a lei de Deus, pela qual ele faz seus caminhos conhecidos pelo homem e é primordial para todo controle humano". A emenda falhou e o Missouri se tornou um estado escravo. Segundo o historiador David Brion Davis, esta pode ter sido a primeira vez no mundo que um líder político atacou abertamente a legalidade percebida da escravidão de maneira tão radical.
A partir da década de 1830, o Diretor-geral dos Correios dos EUA se recusou a permitir que as correspondências levassem panfletos de abolição para o Sul. Professores do Norte suspeitos de abolicionismo foram expulsos do Sul e a literatura abolicionista foi banida. Um nortista, Amos Dresser (1812–1904), em 1835, foi julgado em Nashville, Tennessee, por possuir publicações antiescravidão, condenado e como punição foi chicoteado publicamente. Os sulistas rejeitaram as negações dos Republicanos de que eram abolicionistas. Eles apontaram a tentativa de John Brown em 1859 de iniciar uma revolta de escravos como prova de que várias conspirações do Norte estavam em andamento para provocar rebeliões de escravos. Embora alguns abolicionistas tenham convocado revoltas de escravos, nenhuma evidência de qualquer outra conspiração semelhante a de Brown foi descoberta. O Norte também se sentiu ameaçado, pois, como conclui Eric Foner, "os nortistas passaram a ver a escravidão como a própria antítese da boa sociedade, bem como uma ameaça aos seus próprios valores e interesses fundamentais". A famosa abolicionista "inflamada", Abby Kelley Foster, de Massachusetts, era considerada uma "ultra" abolicionista que acreditava em plenos direitos civis para todos os negros. Ela sustentou que os escravos libertos colonizariam a Libéria. Partes do movimento antiescravidão ficaram conhecidas como "Abby Kellyismo". Ela recrutou Susan B Anthony e Lucy Stone para o movimento. Effingham Capron, rebento de família algodoeira e têxtil, que participou da reunião quaker onde Abby Kelley Foster e sua família eram membros, tornou-se um abolicionista proeminente nos níveis local, estadual e nacional. A sociedade antiescravidão local em Uxbridge, Massachusetts, tinha mais de um quarto da população da cidade como membros.

## Colonização e fundação da Libéria

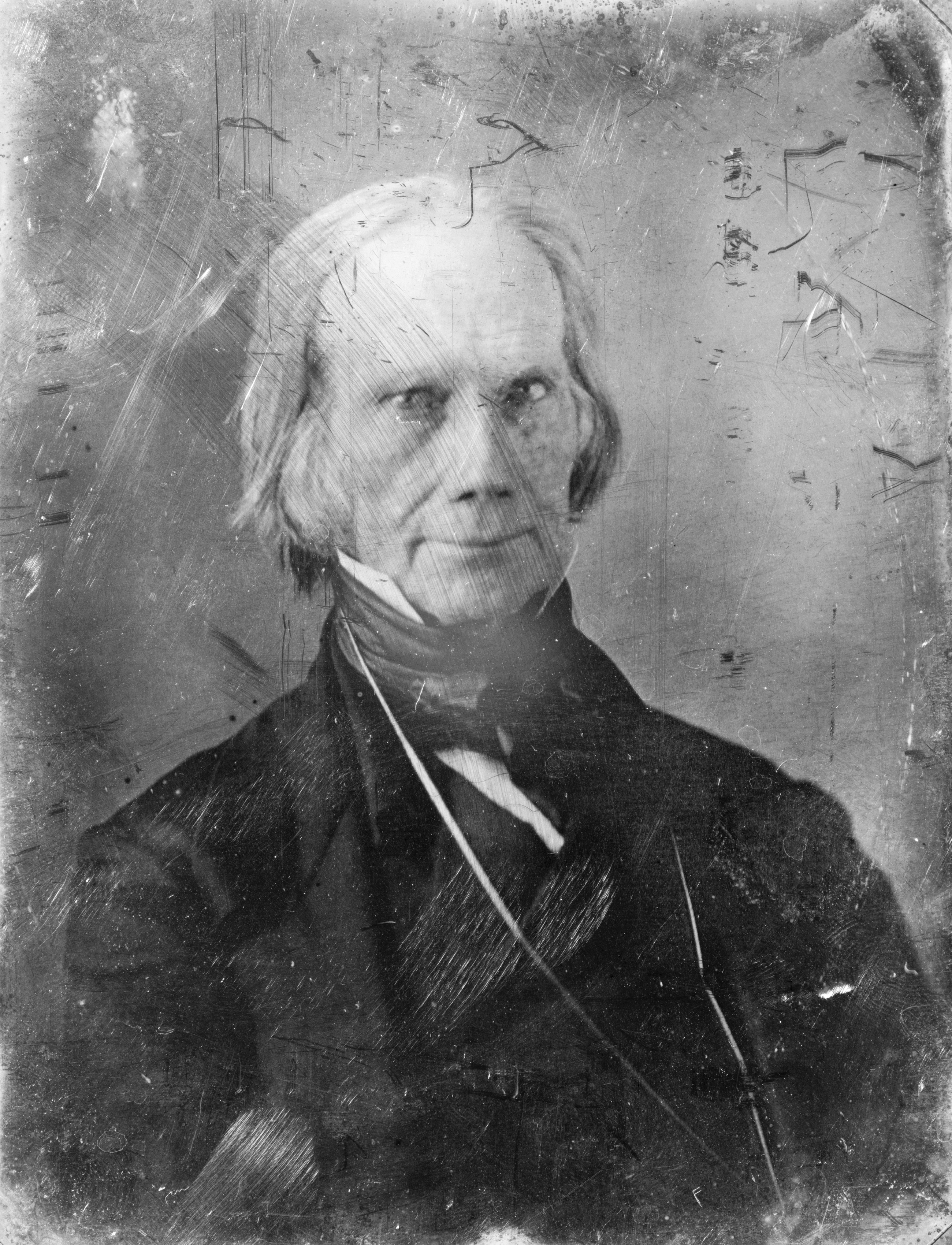
Henry Clay (1777–1852), um dos três fundadores da American Colonization Society.

No início do século XIX, foram criadas várias organizações que defendiam a realocação de negros dos Estados Unidos para um lugar onde eles desfrutariam de maior liberdade. Durante as décadas de 1820 e 1830, a American Colonization Society (ACS) foi o principal veículo de propostas para "devolver" os americanos negros à liberdade na África, independentemente de terem nascido nos Estados Unidos. Tinha amplo apoio em todo o país entre brancos, nortistas e líderes proeminentes do sul, como Henry Clay e James Monroe, que acreditavam ser uma solução melhor do que simplesmente libertar escravos. Clay disse que devido a 
preconceito inconquistável resultante de sua cor, eles [os negros] nunca poderiam se fundir com os brancos livres deste país. Era desejável, portanto, como respeitava-lhes e ao residual da população do país, drená-los. 
A maioria dos afro-americanos se opôs à colonização e simplesmente queria ter os direitos de cidadãos livres nos Estados Unidos. Um oponente notável de tais planos foi o rico abolicionista negro livre James Forten, da Filadélfia.
Após tentativas de plantar pequenos assentamentos na costa oeste da África, a ACS estabeleceu a colônia da Libéria em 1821–1822. Nas quatro décadas seguintes, ajudou milhares de ex-escravos e negros livres a se mudarem dos Estados Unidos para lá. O ambiente da doença que encontraram foi extremo e a maioria dos migrantes morreu rapidamente. O suficiente sobreviveu para declarar independência em 1847. O apoio americano à colonização diminuiu gradualmente entre as décadas de 1840 e 1850, em grande parte devido aos esforços dos abolicionistas para promover a emancipação dos escravos e a concessão da cidadania dos Estados Unidos a eles. Os américo-liberianos estabeleceram uma elite que governou a Libéria continuamente, tratando os negros nativos como os brancos nos EUA os haviam tratado, até o golpe militar dos negros nativos em 1980.

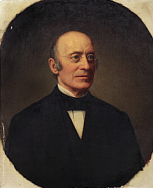
William Lloyd Garrison, fundador da American Anti-Slavery Society

## Emigração
A emigração de africanos livres de volta ao seu continente de origem fora proposta desde a guerra revolucionária. Depois que o Haiti se tornou independente, o país tentou recrutar afro-americanos para migrar para lá depois que restabeleceu as relações comerciais com os Estados Unidos. A União Haitiana foi um grupo formado para promover as relações entre os países. Na África Ocidental, o movimento de volta à África e as ações do presidente James Monroe levaram à fundação da Libéria, um acordo para os africanos libertos viverem. Após tumultos contra negros em Cincinnati, sua comunidade negra patrocinou a fundação da Colônia Wilberforce, um assentamento inicialmente bem-sucedido de imigrantes afro-americanos no Canadá. A colônia foi uma das primeiras entidades políticas independentes. Durou várias décadas e proporcionou um destino para cerca de 200 famílias negras que emigraram de vários locais nos Estados Unidos.

## Religião e moralidade
O Segundo Grande Despertar das religiões de 1820 e 1830 inspirou grupos que empreenderam muitos tipos de reforma social. Para alguns, ela incluía a abolição imediata da escravidão, pois consideravam pecaminoso manter escravos e também tolerar a escravidão. A oposição à escravidão, por exemplo, foi uma das obras de piedade das Igrejas Metodistas, estabelecidas por John Wesley. "Abolicionista" tinha vários significados na época. Os seguidores de William Lloyd Garrison, incluindo Wendell Phillips e Frederick Douglass, exigiram a "abolição imediata da escravidão", daí o nome. Um grupo mais pragmático de abolicionistas, como Theodore Weld e Arthur Tappan, desejava ação imediata, mas estava disposto a apoiar um programa de emancipação gradual, com um longo estágio intermediário.
"Homens antiescravidão", como John Quincy Adams, não chamavam a escravidão de pecado. Eles a chamavam de uma característica maligna da sociedade como um todo. Eles fizeram o que podiam para limitar a escravidão e acabar com ela sempre que possível, mas não faziam parte de nenhum grupo abolicionista. Por exemplo, em 1841, John Quincy Adams representou os escravos africanos da Amistad na Suprema Corte dos Estados Unidos e argumentou que eles deveriam ser libertados. Nos últimos anos antes da guerra, "antiescravidão" poderia se referir à maioria do Norte, como Abraham Lincoln, que se opôs à expansão da escravidão ou de sua influência, como pela Ato de Kansas-Nebraska ou pela Lei do Escravo Fugitivo. Muitos sulistas chamaram todos esses de abolicionistas, sem distingui-los dos garrisonianos.
O historiador James Stewart (1976) explica as crenças profundas dos abolicionistas: "Todas as pessoas eram iguais aos olhos de Deus; as almas dos negros eram tão valiosas quanto as dos brancos; pois um dos filhos de Deus escravizar o outro era uma violação da Lei Maior, mesmo que tenha sido sancionado pela Constituição".
Os proprietários de escravos ficaram irados com os ataques ao que alguns sulistas (incluindo o político John C. Calhoun) se referiam como sua instituição peculiar (The Peculiar Institution) de escravidão. A partir da década de 1830, os sulistas desenvolveram uma veemente e crescente defesa ideológica da escravidão. Os proprietários de escravos alegavam que a escravidão era um bem positivo para senhores e escravos, e que era explicitamente sancionada por Deus. Argumentos bíblicos foram feitos em defesa da escravidão por líderes religiosos como o Rev. Fred A. Ross e líderes políticos como Jefferson Davis. As interpretações bíblicas do Sul contradiziam as dos abolicionistas; uma popular era a de que a maldição sobre o filho de Noé, Cam, e seus descendentes na África, era uma justificativa para a escravização de negros.

## Garrison e a emancipação imediata

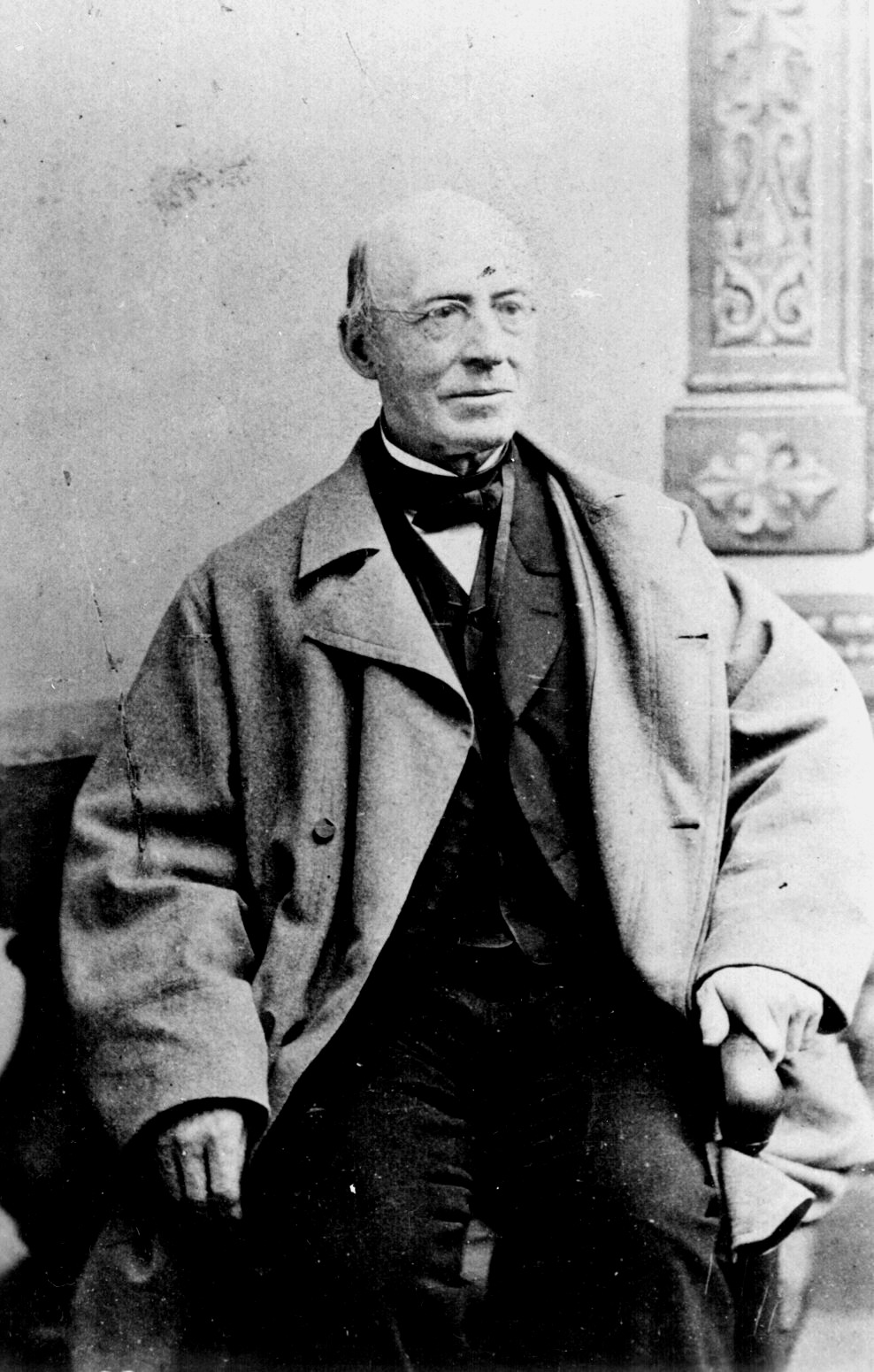
William Lloyd Garrison (1805–1879), editor do jornal abolicionista The Liberator e um dos fundadores da Sociedade Antiesclavagista Americana.

Uma mudança radical ocorreu na década de 1830, liderada por William Lloyd Garrison. Em seu novo jornal, "O Libertador" (1831), seguido em breve por seu livro Thoughts on African Colonization (1832), ele atacou severamente a política de enviar negros para (não "de volta") a África, e especificamente a American Colonization Society. A Sociedade de Colonização, que ele havia apoiado anteriormente, é "uma criatura sem coração, sem cérebro, sem olhos, antinatural, hipócrita, implacável e injusta".:15 "Colonização", de acordo com Garrison, não era um plano para eliminar a escravidão, mas para protegê-la. Conforme colocado por um apoiador de Garrison:
Não é objetivo da Sociedade de Colonização melhorar a condição do escravo ... O importante é tirá-los do caminho; o bem-estar do negro não é consultado.:13, 15
Os maiores apoiadores e presidentes, como Henry Clay, eram proprietários de escravos. Enviar negros livres para a África, livrar-se deles, eliminava um perigo: a existência de negros livres nos Estados Unidos, que os proprietários de escravos acreditavam, não sem razão, que incentivavam os escravos a fugir para um estado livre, ou o Canadá. Garrison também apontou que a maioria dos colonos morreu de doença, e o número de negros livres realmente reassentados na futura Libéria foi minúsculo em comparação com o número de escravos no país. Como colocado pelo próprio apoiador:
Como remédio para a escravidão, ela deve ser colocada entre as mais grosseiras de todas as ilusões. Em quinze anos, transportou menos de três mil pessoas para a costa africana; enquanto o  aumento  de seus números, no mesmo período, é de cerca de setecentos mil!":11

### Western Reserve College
O jornal e o livro chegaram logo após a publicação no Western Reserve College, em Hudson, Ohio, que foi brevemente o centro do discurso abolicionista nos Estados Unidos. (John Brown cresceu em Hudson.) Os leitores, incluindo o presidente da faculdade, Charles Backus Storrs, acharam os argumentos e as evidências de Garrison convincentes. Abolição versus colonização rapidamente se tornou a questão principal no campus, a ponto de Storrs reclamar por escrito que nada mais estava sendo discutido.:26
O capelão da faculdade e professor de teologia Beriah Green disse que "seus Pensamentos e seu folheto (The Liberator) são dignos dos olhos e do coração de todo americano".:49 Green professou na capela da faculdade em novembro e dezembro de 1832 quatro sermões apoiando a abolição imediata da escravidão. Estes ofenderam tanto os curadores da faculdade, mais conservadores do que os estudantes ou a faculdade, que Green renunciou, esperando que ele fosse demitido. Elizur Wright, outro professor, renunciou logo depois e tornou-se o primeiro secretário da American Anti-Slavery Society, da qual Green foi o primeiro presidente. Storrs contraiu tuberculose, tirou uma licença e morreu em seis meses.:28 Isso deixou a escola com apenas um de seus quatro professores.

### Instituto Oneida de Ciência e Indústria
Green logo foi contratado como o novo presidente do Instituto Oneida. Sob o presidente anterior, George Washington Gale, houve uma grande saída de estudantes; entre as questões estava a falta de apoio de Gale à abolição.
Ele aceitou a posição sob condições de que 1) ele poderia pregar "imediatismo", emancipação imediata e 2) que estudantes afro-americanos fossem admitidos nos mesmos termos que estudantes brancos. Eles foram aceitos e sabemos o nome de 16 negros que estudaram lá. Estudantes nativos americanos, dos quais conhece-se os nomes de dois, também foram aceitos abertamente.
Sob Green, Oneida se tornou "um viveiro de atividades antiescravidão".:44 Ele era "abolicionista até o âmago, mais do que qualquer outra faculdade americana".:46 Para o ministro presbiteriano e professor de Bíblia Green, a escravidão não era apenas um mal, mas um pecado, e o abolicionismo era o que os princípios de Cristo exigiam. Sob ele, um grupo de abolicionistas foi treinado, que depois transmitiu a mensagem abolicionista, através de palestras e sermões, por todo o norte. Muitos futuros abolicionistas e líderes negros conhecidos foram estudantes em Oneida, enquanto Green era presidente. Estes incluem William Forten (filho de James Forten), Alexander Crummell, Rev. Henry Highland Garnet e Rev. Amos Noë Freeman.

### Seminário Teológico Lane
O Instituto Oneida não teve um incidente como o da Western Reserve, que chamou a atenção nacional. Seu sucessor, o Lane Theological Seminary, em Cincinnati, teve.
"Lane foi o Oneida que se mudou para o oeste".:55 Liderando o êxodo de Oneida estava um ex-aluno da Oneida e aluno particular de Gale antes disso, Theodore Dwight Weld. Ele havia sido contratado pelos irmãos filantropos e abolicionistas Arthur e Lewis Tappan para encontrar um local para um colégio de trabalho manual nacional, já que o Oneida, uma escola de trabalho manual, era uma decepção, segundo Weld e seus alunos. (O movimento das escolas de trabalho manual fazia com que os alunos trabalhassem cerca de 3 horas por dia em fazendas ou em pequenas fábricas ou plantas, como a gráfica da Oneida, e pretendia fornecer aos alunos carentes fundos para sua educação — uma forma de estudar — enquanto fornecia ao mesmo tempo os recém-reconhecidos benefícios de saúde e espirituais (psicológicos) do exercício.)
Ao mesmo tempo em que Weld procurava um local para uma nova escola, o Instituto Teológico Lane, que mal funcionava, estava procurando por estudantes. Com base na recomendação de Weld, os Tappans aprovaram a escolha e começaram a dar a Lane grande parte do apoio financeiro que haviam anteriormente concedido ao Oneida. Weld, embora no papel matriculado como estudante em Lane, era de fato o seu chefe, escolhendo o presidente (Lyman Beecher, depois de Charles Grandison Finney, que mais tarde se tornou o segundo presidente de Oberlin, recusou) e dizendo aos curadores quem contratar.:54
Estudantes, muitos dos quais o consideraram o verdadeiro líder de Lane,:77 responderam ao anúncio de Weld da nova escola. 
Jovens homens se reuniram em Cincinnati "como a partir das colmeias do norte". A maioria deles era do oeste de Nova York. H. B. Stanton e alguns outros de Rochester navegaram por Ohio abaixo de Pittsburgh em uma balsa. Mais de uma vintena veio do Instituto Oneida. Ainda mais chegaram de Utica e Auburn, todos convertidos de Finney. Do Tennessee, veio o discípulo de Weld, Marius Robinson, e do outro lado do Ohio, do Kentucky, veio James Thome, descendente de uma rica família de plantadores. Do Alabama, viajaram dois outros discípulos de Weld, filhos do Rev. Dr. Allan. Da Virgínia vieram os jovens Hedges; e de Missouri, Andrew, da famosa família de Benton. Do sul, veio outro, James Bradley, um negro que havia comprado sua liberdade da escravidão com o lucro de suas próprias mãos. A maioria desses estudantes era madura; apenas onze tinham menos de vinte e um anos; doze deles tinham sido agentes das sociedades nacionais benevolentes e seis eram homens casados e com famílias. A classe teológica foi a maior que já se reuniu na América, e seus membros estavam profundamente conscientes de sua importância.
:46
Lane acabou com cerca de 100 estudantes, a maior quantidade de qualquer seminário na América.

#### Os debates sobre colonização x abolição e os Rebeldes de Lane
Assim que esse grupo díspar de ex-alunos da Oneida e outros chegaram a Lane, eles realizaram uma série bem divulgada de debates, com duração de nove dias, e decidiram que o abolicionismo era uma solução muito melhor para a escravidão do que a colonização.
Esses debates alarmaram os conselheiros e o presidente de Lane, que presumivelmente se preocupavam com a violência, já que Cincinnati era fortemente antiabolicionista (houve tumultos como distúrbios de Cincinnati em 1829). Proibiram imediatamente qualquer discussão futura "fora do tópico". Os estudantes, novamente liderados por Weld, sentiram que o abolicionismo era tão importante — era sua responsabilidade como cristãos promovê-lo — que eles renunciaram em massa, ao lado de um professor e Asa Mahan, um administrador que apoiava os estudantes. Com o apoio dos Tappans, eles tentaram brevemente estabelecer um novo seminário, mas como isso não provou ser uma solução prática, eles aceitaram uma proposta de mudança para o novo Instituto Colegial de Oberlin.

### Oberlin Collegiate Institute
Theodore Weld, um ministro evangélico, e Robert Purvis, um afro-americano livre, juntaram-se a Garrison em 1833 para formar a Sociedade Antiesclavagista Americana (Faragher 381). No ano seguinte, Weld incentivou um grupo de estudantes do Lane Theological Seminary a formar uma sociedade antiescravidão. Depois que o presidente, Lyman Beecher, tentou suprimir o grupo, os estudantes se mudaram para o Oberlin College.
Devido à posição antiescravidão de seus estudantes, Oberlin logo se tornou uma das faculdades mais liberais e aceitou estudantes afro-americanos. Juntamente com Garrison, Northcutt e Collins foram os defensores da abolição imediata. Abby Kelley Foster tornou-se "ultra abolicionista" e seguidora de William Lloyd Garrison. Ela levou Susan B. Anthony e Elizabeth Cady Stanton à causa antiescravidão.

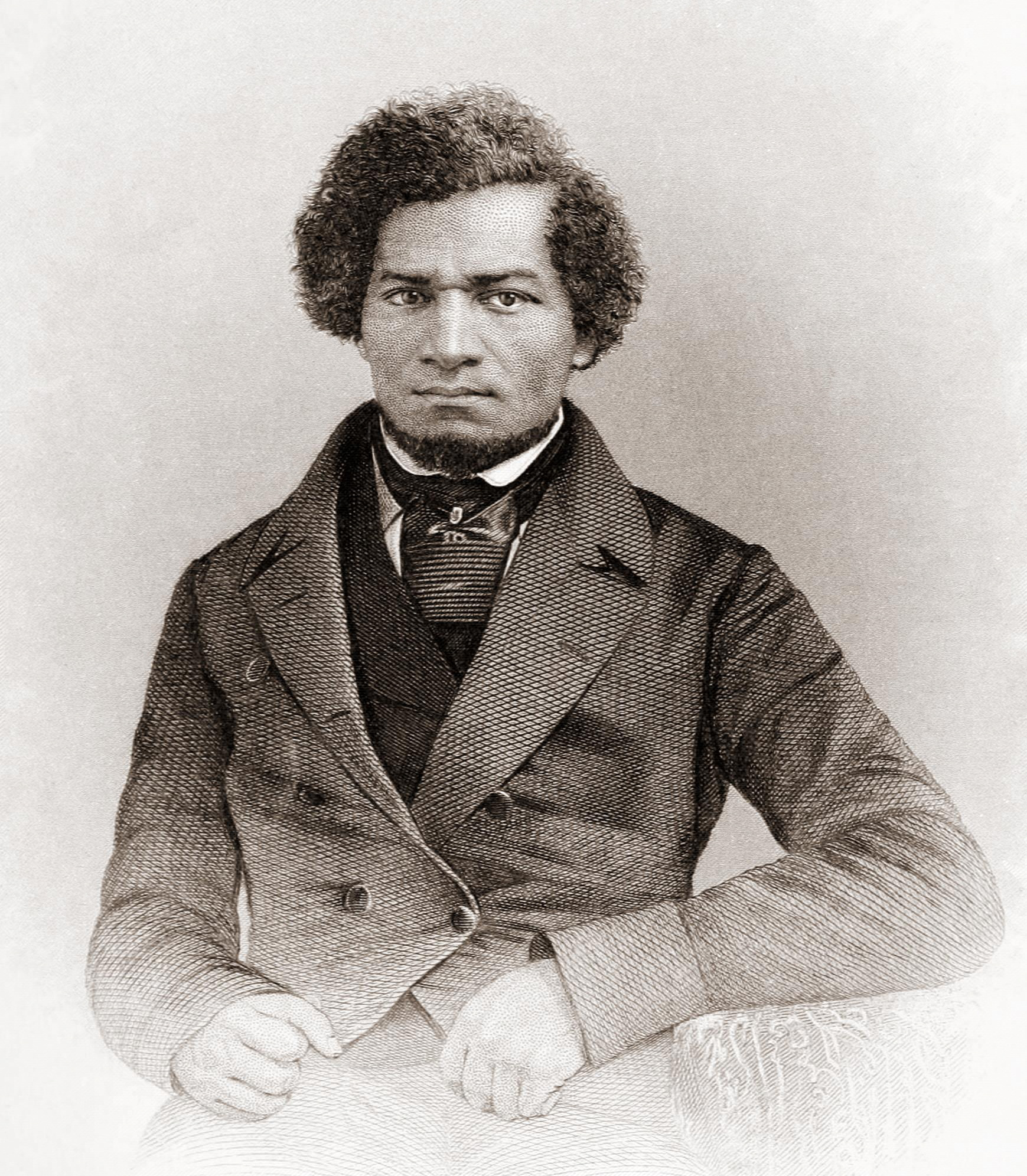
Frederick Douglass (1818–1895), um ex-escravo cujas memórias, Narrativa da Vida de Frederick Douglass, um Escravo Americano (1845) e My Bondage and My Freedom (1855), se tornaram best-sellers, o que ajudou na causa da abolição.

Após 1840, "abolição" usualmente se referia a posições semelhantes às de Garrison. Foi em grande parte um movimento ideológico liderado por cerca de 3 000 pessoas, incluindo negros livres e "pessoas de cor livres" (termo que era usado para descendentes mestiços e inclusive nativo-americanos), muitos dos quais, como Frederick Douglass, na Nova Inglaterra, e Robert Purvis e James Forten, na Filadélfia, tiveram importantes papéis de liderança. Douglass ficou legalmente livre durante uma estadia de dois anos na Inglaterra, quando os apoiadores britânicos levantaram fundos para comprar sua liberdade de seu proprietário americano Thomas Auld, e também ajudaram a financiar seus jornais abolicionistas nos Estados Unidos. O abolicionismo tinha uma forte base religiosa, incluindo os quakers, e as pessoas convertidas pelo fervor revivalista do Segundo Grande Despertar, liderado por Charles Finney no norte, na década de 1830. A crença na abolição contribuiu para a ruptura de algumas pequenas denominações, como a Igreja Metodista Livre.
Os abolicionistas evangélicos fundaram algumas faculdades, principalmente o Bates College, no Maine, e o Oberlin College, em Ohio. O movimento atraiu figuras como o presidente de Yale, Noah Porter, e o presidente de Harvard, Thomas Hill.
No Norte, a maioria dos oponentes da escravidão apoiava outros movimentos de reforma modernizantes, como o movimento da temperança, a educação pública e a construção de prisões e asilos manicomiais. Eles estavam divididos sobre a questão do ativismo das mulheres e seu papel político, e isso contribuiu para uma grande racha na Sociedade. Em 1839, os irmãos Arthur Tappan e Lewis Tappan deixaram a Sociedade e formaram a Sociedade Antiescravidão Americana e Estrangeira, que não admitia mulheres. Outros membros da Sociedade, incluindo Charles Turner Torrey, Amos Phelps, Henry Stanton e Alanson St. Clair, além de discordar de Garrison sobre a questão das mulheres, pediram uma abordagem muito mais ativista ao abolicionismo e, consequentemente, desafiaram a liderança de Garrison no reunião anual da Sociedade em janeiro de 1839. Quando o desafio foi rebatido, eles partiram e fundaram a Nova Organização, que adotou uma abordagem mais ativista para libertar escravos. Logo depois, em 1840, eles formaram o Partido da Liberdade, que tinha como única plataforma a abolição da escravidão. No final de 1840, o próprio Garrison anunciou a formação de uma terceira nova organização, a Friends of Universal Reform, com patrocinadores e membros fundadores incluindo os proeminentes reformadores Maria Chapman, Abby Kelley Foster, Oliver Johnson e Bronson Alcott (pai de Louisa May Alcott).

Abolicionistas como William Lloyd Garrison condenaram repetidamente a escravidão por contradizer os princípios de liberdade e igualdade nos quais o país foi fundado. Em 1854, Garrison escreveu:
Acredito na parte da Declaração da Independência Americana, na qual está estabelecido, como entre verdades evidentes, "que todos os homens são criados iguais; que são dotados pelo seu Criador de certos direitos inalienáveis; que dentre esses estão a vida, a liberdade e a busca da felicidade". Por isso, sou abolicionista. Portanto, não posso deixar de encarar a opressão de todas as formas — e acima de tudo, daquilo que transforma um homem em coisa — com indignação e aversão. Não valorizar esses sentimentos seria uma recriação de princípios. Aqueles que desejam que eu seja mudo em relação à escravidão, a menos que eu abra minha boca em sua defesa, me pedem para mentir às minhas profissões, degradar minha humanidade e manchar minha alma. Não serei um mentiroso, um poltrão ou um hipócrita para acomodar qualquer partido, gratificar qualquer seita, escapar de qualquer ódio ou perigo, salvar qualquer interesse, preservar qualquer instituição ou promover qualquer objeto. Convença-me de que um homem pode legitimamente tornar outro homem seu escravo, e eu não aderirei mais à Declaração de Independência. Convença-me de que a liberdade não é o direito inalienável de todo ser humano, de qualquer aparência ou clima, e darei aquele instrumento ao fogo consumidor. Não sei como conjugar liberdade e escravidão juntos.

### Abolicionismo e não violência
Influenciado por John Humphrey Noyes, Lloyd Garrison de início passou a se aproximar de um perfeccionismo religioso em que os cristãos deveriam seguir a autoridade de Deus e se afastar do modo considerado pecador do governo e da sociedade. Ele fundou a Sociedade de Não-Resistência da Nova Inglaterra em 1838, cuja declaração de princípios afirmava:
Não podemos reconhecer lealdade a nenhum governo humano; nem podemos nos opor a qualquer governo desse tipo, recorrendo à força física. Reconhecemos apenas um Rei e Legislador, um Juiz e Governante da humanidade. Estamos vinculados pelas leis de um reino que não é deste mundo, por cujos assuntos somos proibidos de lutar.
Dentre outras pautas, a Sociedade de Não Resistência permitia a ocupação de cargos e o direito à expressão pelas mulheres. Um dos mais conhecidos ativistas que fizeram parte da Sociedade junto de Garrison foi Adin Ballou, que após frequentar uma reunião, tornou-se um dos maiores defensores da não-violência, pregando o pacifismo, o abolicionismo e a não resistência cristã, além de ter e fundando um dos primeiros modelos utópicos de sociedade, a Comunidade Hopedale. Quando a Guerra Civil estourou, Garrison passou a defendê-la em seu ultraísmo imediatista de abolição, justificando atos de guerra e violência que ele considerava "justos" para tal, enquanto Ballou manteve a sua postura de não-violência como um abolicionista antiguerra, refletindo cisões no movimento.

## Retória abolicionista negra
Historiadores e estudiosos negligenciaram amplamente o trabalho dos abolicionistas negros; em vez disso, concentraram grande parte de sua atenção acadêmica em alguns abolicionistas negros, como Frederick Douglass. Os abolicionistas negros, no entanto, desempenharam um papel inegavelmente grande na formação do movimento. Embora seja impossível generalizar um movimento retórico inteiro, os abolicionistas negros podem ser amplamente caracterizados pelos obstáculos que enfrentaram e pelas maneiras pelas quais esses obstáculos informaram sua retórica. Os abolicionistas negros tinham o problema distinto de ter que enfrentar um público americano muitas vezes hostil, enquanto reconheciam sua nacionalidade e luta. Como resultado, muitos abolicionistas negros "adotaram intencionalmente aspectos das culturas britânica, da Nova Inglaterra e do Meio-Oeste". Além disso, grande parte da retórica abolicionista, e a retórica abolicionista negra em particular, foram influenciadas pela herança da pregação puritana.

## A Cabana do Pai Tomás
A publicação abolicionista mais influente foi Uncle Tom's Cabin (1852), o romance e peça de teatro mais vendido de Harriet Beecher Stowe, que havia participado dos debates antiescravidão em Lane, do qual seu pai, Lyman Beecher, era o presidente. Indignada com a Lei dos Escravos Fugitivos de 1850 (que fez a narrativa de fuga parte das notícias cotidianas), Stowe enfatizou os horrores que os abolicionistas há muito reclamavam sobre a escravidão. Sua representação do malvado proprietário de escravos Simon Legree, um ianque transplantado que mata o tio Tom (Pai Tomás, em português), personagem semelhante ao Cristo, ultrajou o Norte, ajudou a influenciar a opinião pública britânica contra o Sul e inflamou os proprietários de escravos sulistas que tentaram refutá-la mostrando alguns proprietários de escravos que eram humanitários. Ele inspirou numerosos romances anti-Tom, pró-escravidão, vários escritos e publicados por mulheres.

## Católicos americanos

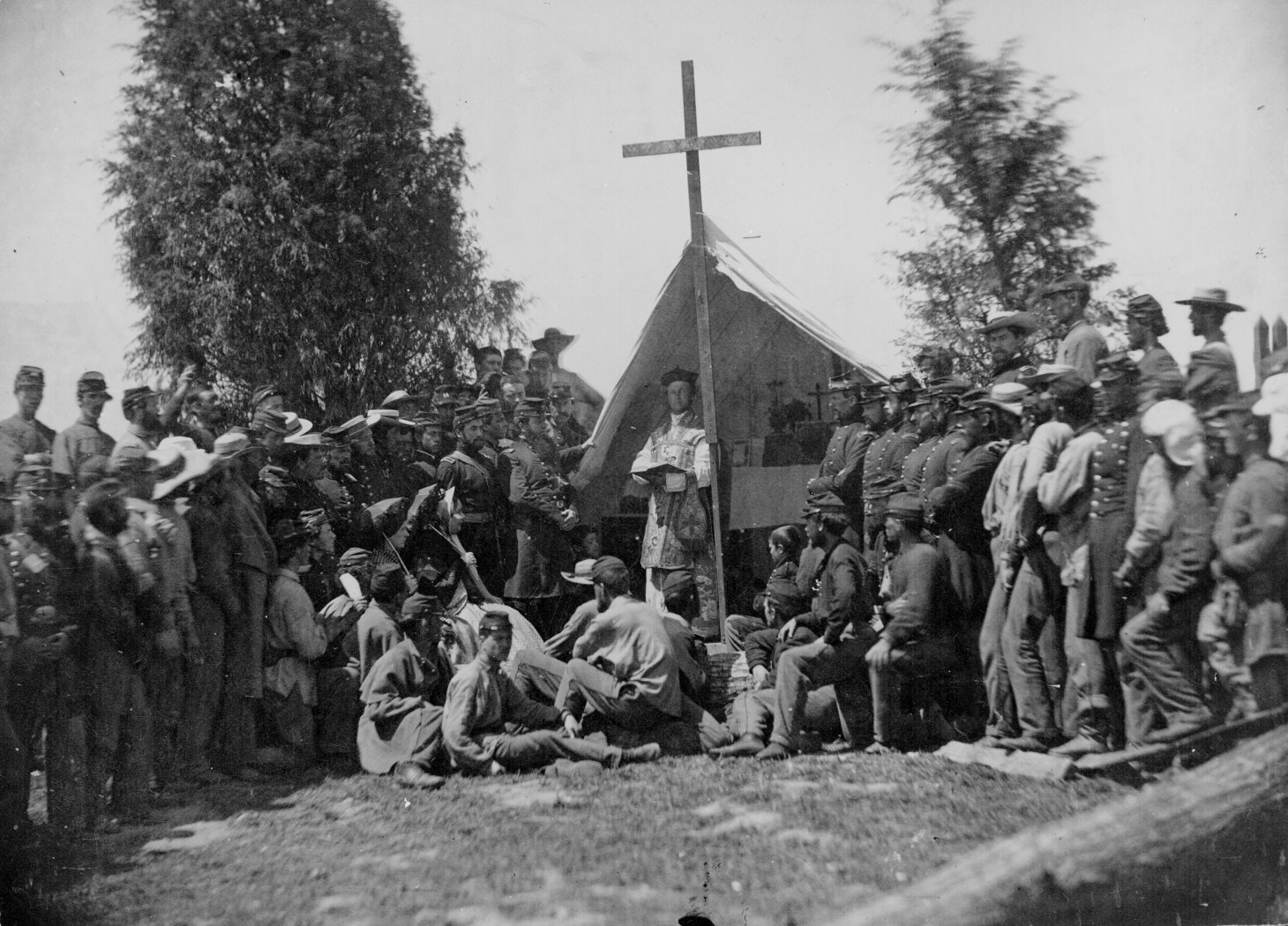
Oficiais e homens do 69º Regimento Voluntário Católico-Irlandês participam dos serviços católicos em 1861.

Os católicos irlandeses na América raramente desafiaram o papel da escravidão na sociedade, uma vez que era protegida na época pela Constituição dos EUA. Eles viam os abolicionistas como anticatólicos e anti-irlandeses. Os católicos irlandeses eram geralmente bem recebidos pelos Democratas no Sul.
Em contraste, a maioria dos nacionalistas e fenianos irlandeses apoiava a abolição da escravidão. Daniel O'Connell, o líder católico dos irlandeses na Irlanda, apoiou a abolição nos Estados Unidos. Ele organizou uma petição na Irlanda com 60 000 assinaturas instando os irlandeses dos Estados Unidos a apoiarem a abolição. John O'Mahony, fundador da Irmandade Republicana Irlandesa, era abolicionista e serviu como coronel no 69º Regimento de Infantaria durante a Guerra Civil.
Os católicos irlandeses na América eram imigrantes recentes; a maioria era pobre e muito poucos possuíam escravos. Eles tiveram que competir com negros livres por trabalhos não qualificados. Eles viam o abolicionismo como a ala militante do protestantismo anticatólico evangélico.
A Igreja Católica na América tinha antigos laços em posse de escravos em Maryland e Louisiana. Apesar de uma firme posição pela igualdade espiritual das pessoas negras e pela retumbante condenação da escravidão pelo papa Gregório XVI em sua bula In supremo apostolatus emitida em 1839, a igreja americana continuou em atos, se não em discurso público, a evitar confronto com interesses escravagistas. Em 1861, o arcebispo de Nova York escreveu ao Secretário de Guerra Cameron: "Que a Igreja se opõe à escravidão... Sua doutrina sobre esse assunto é que é crime reduzir os homens naturalmente livres a uma condição de servidão e cativeiro, como escravos". Nenhum bispo americano apoiou a abolição extrapolítica ou a interferência nos direitos dos estados antes da Guerra Civil.

## Imigrantes alemães
Os alemães seculares da imigração dos veteranos das revoluções de 1848 (os forty-eighters) eram em grande parte antiescravidão. Os Forty-Eighters de destaque incluíam Carl Schurz e Friedrich Hecker. Os luteranos alemães raramente se posicionavam sobre a escravidão, mas os metodistas alemães eram antiescravidão.

## Mulheres abolicionistas

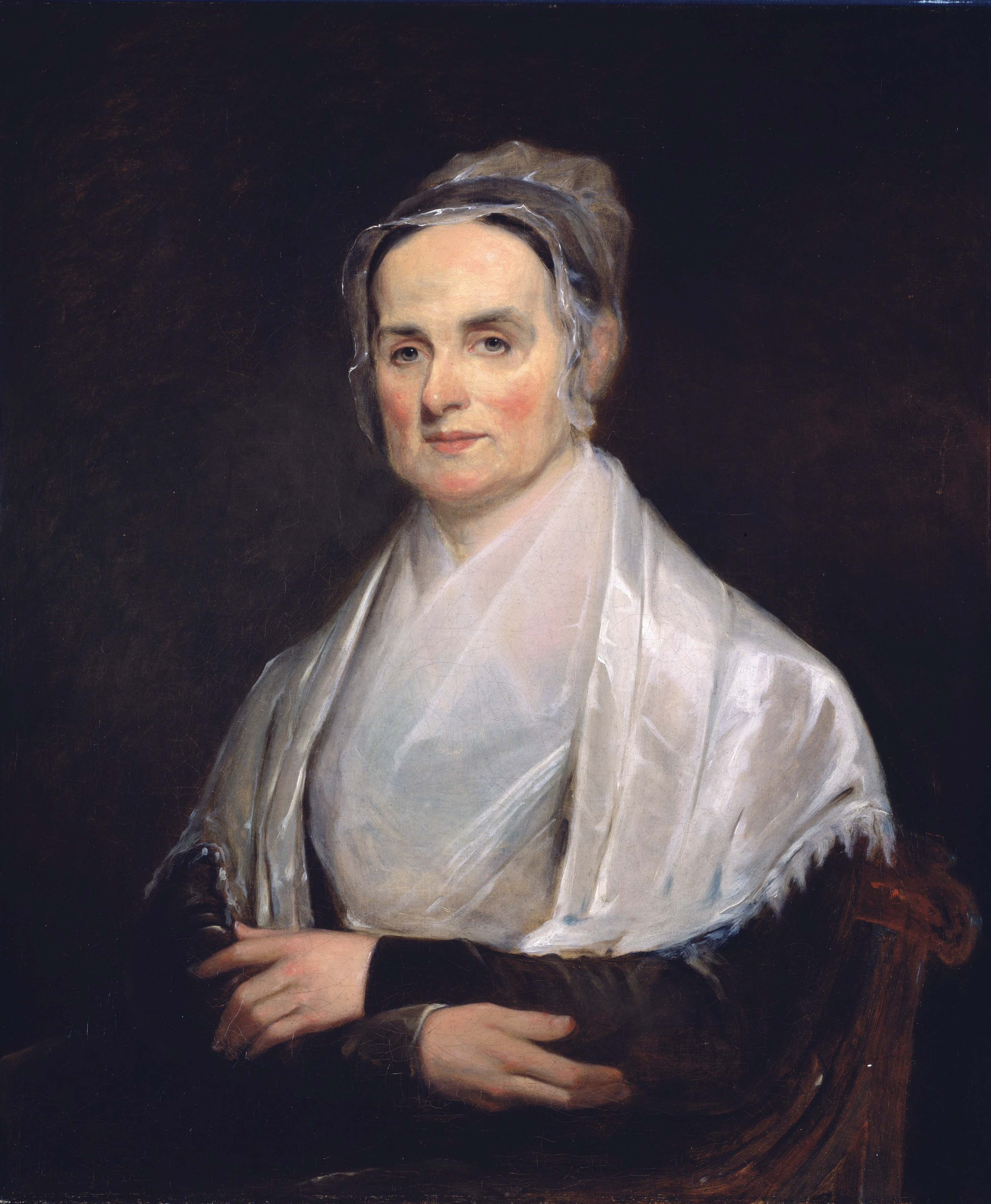
Como muitos quakers, Lucretia Mott considerava a escravidão um mal a ser combatido.

O jornal abolicionista de William Lloyd Garrison, o Libertador, observou em 1847: "a causa antiescravidão não pode parar para estimar onde está o maior débito, mas sempre que a conta é criada, não resta dúvida de que os esforços e sacrifícios das MULHERES, que a ajudaram, ocupará uma posição muito honrosa e conspícua". Como afirma The Liberator, as mulheres desempenharam um papel crucial como líderes no movimento antiescravidão.
Angelina e Sarah Grimké foram as primeiras agentes antiescravagistas do sexo feminino e desempenharam vários papéis no movimento abolicionista. Embora nascidas no Sul, as irmãs Grimké ficaram desiludidas com a escravidão e mudaram-se para o Norte para fugir dela. Talvez por causa de seu local de nascimento, as críticas das irmãs Grimké portavam peso e especificidade particulares. Angelina Grimké falou de sua emoção ao ver homens brancos fazendo trabalho manual de qualquer tipo. Suas perspectivas como sulistas nativas e também mulheres trouxeram um novo ponto de vista importante ao movimento abolicionista. Em 1836, elas se mudaram para Nova York e começaram a trabalhar para a Anti-Slavery Society, onde conheceram e ficaram impressionados com William Lloyd Garrison. As irmãs escreveram muitos panfletos (o "Apelo às Mulheres Cristãs do Sul" de Angelina foi o único apelo direto às mulheres do Sul para desafiar as leis da escravidão) e desempenharam papéis de liderança na primeira Convenção Antiescravagista das Mulheres Americanas em 1837. Mais tarde, as Grimkés fizeram uma excursão notável por todo o Norte, que culminou no discurso de Angelina em fevereiro de 1838 a um Comitê do Legislativo de Massachusetts.
Lucretia Mott também foi ativa no movimento abolicionista. Embora conhecida pela defesa do sufrágio feminino, Mott também desempenhou um papel importante no movimento abolicionista. Durante quatro décadas, ela proferiu sermões sobre abolicionismo, direitos das mulheres e uma série de outras questões. Mott reconheceu o papel determinante de suas crenças quacres em influenciar seu sentimento abolicionista. Ela falou do "dever (que) me foi impresso no momento em que eu me consagrava àquele Evangelho que unge 'pregar libertação aos cativos, libertar aqueles que estão machucados...". A advocacia de Mott assumiu uma variedade de formas: ela trabalhou com a Free Produce Society para boicotar produtos escravos, foi voluntária na Convenção Antiescravagista Feminina de Mulheres Americanas da Filadélfia e ajudou os escravos a fugir para o território livre.
Abby Kelley Foster, com uma forte herança quaker, ajudou a conduzir Susan B. Anthony e Lucy Stone ao movimento de abolição e as incentivou a assumir um papel no ativismo político. Ela ajudou a organizar e foi uma das principais oradoras na primeira Convenção Nacional dos Direitos da Mulher, realizada em Worcester, Massachusetts, em 1850. (A mais conhecida Convenção de Seneca Falls, realizada em 1848, não era nacional). Ela era uma "ultra" abolicionista que acreditava em direitos civis imediatos e completos para todos os escravos. Desde 1841, no entanto, ela renunciou aos quakers por disputas sobre não permitir oradores antiescravidão em casas de reunião (incluindo a reunião mensal de Uxbridge onde ela havia participado com sua família), e o grupo a deserdou. Abby Kelley tornou-se a principal oradora e a principal arrecadadora de fundos da American Anti-slavery Society. O abolicionismo radical ficou conhecido como "Abby Kelleyismo".

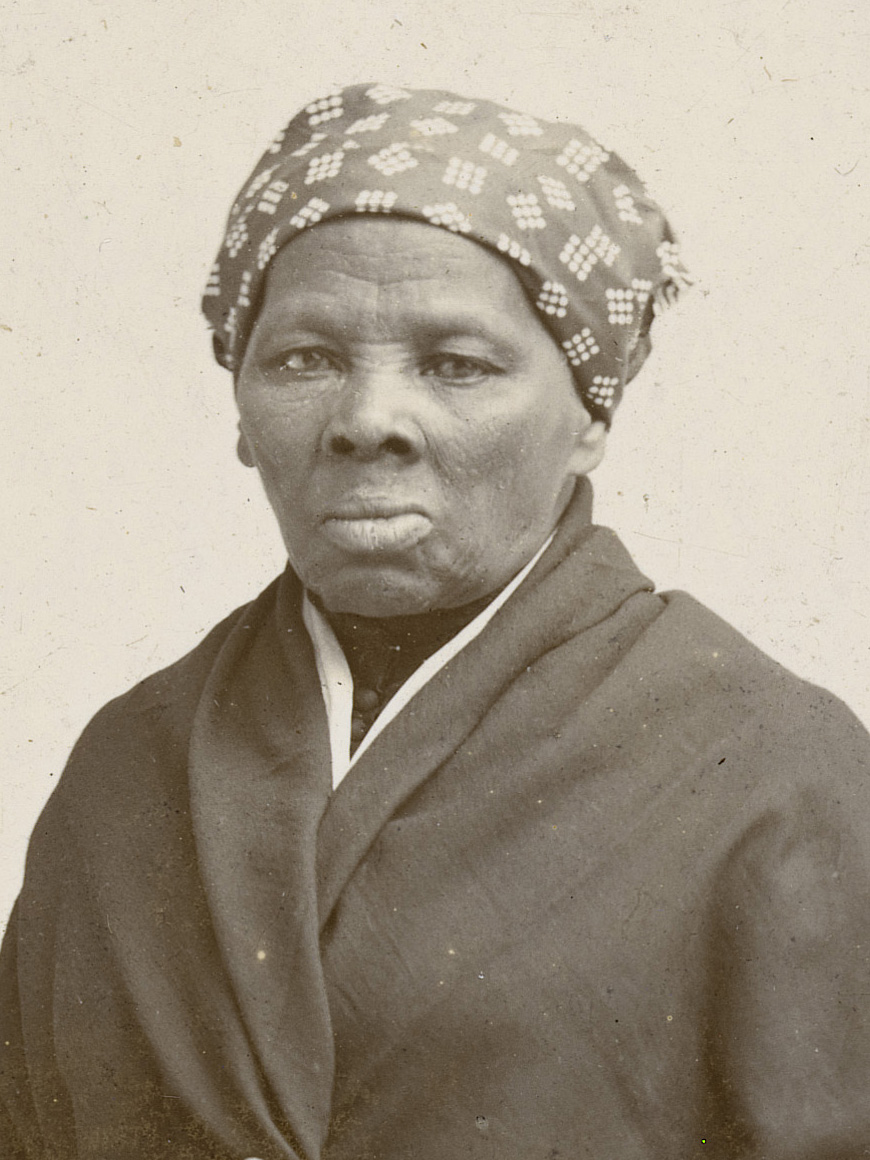
Harriet Tubman

Outras luminárias, como Lydia Maria Child, Elizabeth Cady Stanton, Susan B. Anthony, Harriet Tubman e Sojourner Truth, desempenharam papéis importantes no abolicionismo. Mas mesmo além dessas mulheres conhecidas, o abolicionismo manteve um apoio impressionante da classe média branca e de algumas mulheres negras. Foram essas mulheres que realizaram muitas das tarefas logísticas do dia-a-dia que tornaram o movimento bem-sucedido. Eles arrecadaram dinheiro, escreveram e distribuíram peças de propaganda, redigiram e assinaram petições e fizeram lobby junto às legislaturas. Embora o abolicionismo tenha plantado as sementes do movimento pelos direitos das mulheres, a maioria das mulheres se envolveu no abolicionismo por causa de uma visão de mundo religiosa de gênero e pela ideia de que elas tinham de responsabilidades morais e femininas. Por exemplo, no inverno de 1831 a 1832, as mulheres enviaram três petições ao legislativo da Virgínia, defendendo a emancipação da população escrava do estado. O único precedente para tal ação foi a organização de uma petição de Catharine Beecher que protestava contra a remoção cherokee. As petições da Virgínia, embora as primeiras de seu tipo, não foram de modo algum as últimas. Apoio semelhante aumentou até a Guerra Civil.
Mesmo quando as mulheres desempenhavam papéis cruciais no abolicionismo, o movimento simultaneamente ajudou a estimular os esforços pelos direitos das mulheres. Dez anos antes da Convenção de Seneca Falls, as irmãs Grimké estavam viajando e dando palestras sobre suas experiências com a escravidão. Como diz Gerda Lerner, as Grimkés entenderam o grande impacto de suas ações. "Ao trabalhar pela libertação do escravo", escreve Lerner, "Sarah e Angelina Grimké encontraram a chave para sua própria libertação. E a consciência do significado de suas ações estava claramente diante delas. 'Nós Mulheres da Abolição estamos virando o mundo de cabeça para baixo.'
As mulheres adquiriram experiências importantes em oratória e organização que as mantiveram em bom posto no futuro. O discurso público das irmãs Grimké desempenhou um papel crítico na legitimação do lugar das mulheres na esfera pública. Algumas mulheres cristãs criaram "sociedades de centavo" (Cent Society) para beneficiar os movimentos de abolição, onde muitas mulheres em uma igreja se comprometiam a doar um centavo por semana para ajudar as causas abolicionistas.
A Convenção de Seneca Falls de julho de 1848 surgiu de uma parceria entre Lucretia Mott e Elizabeth Cady Stanton que floresceu enquanto as duas trabalhavam, inicialmente, em questões abolicionistas. De fato, as duas se conheceram na Convenção Antiescravagista Mundial no verão de 1840. Mott trouxe habilidades oratórias e uma reputação impressionante como uma abolicionista ao nascente movimento dos direitos das mulheres.
O abolicionismo reuniu mulheres ativas e lhes permitiu fazer conexões políticas e pessoais, aprimorando as habilidades de comunicação e organização. Mesmo Sojourner Truth, comumente associada ao abolicionismo, proferiu seu primeiro discurso público documentado na Convenção Nacional dos Direitos da Mulher de 1850, em Worcester. Lá, ela defendeu o ativismo de reforma das mulheres.

## Progresso da abolição nos Estados Unidos

### Até 1804
Embora houvesse vários grupos que se opunham à escravidão (como a Sociedade de Socorro a Negros Livres Ilegalmente Mantidos em Cativeiro), na época da fundação da República, havia poucos estados que proibiam a escravidão completamente. A Constituição tinha várias disposições que acomodavam a escravidão, embora nenhuma usasse a palavra. Aprovada por unanimidade pelo Congresso da Confederação em 1787, a Portaria Noroeste proibiu a escravidão no Território do Noroeste, uma vasta área que anteriormente pertencia a estados individuais nos quais a escravidão era legal.

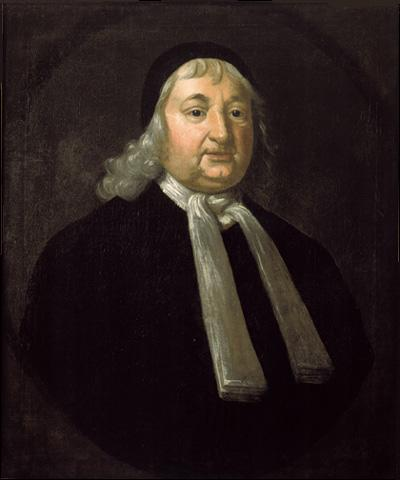
Samuel Sewall (1652–1730), juiz que escreveu The Selling of Joseph (1700), que denunciou a propagação da escravidão nas colônias americanas.

O abolicionismo americano começou muito cedo, muito antes de os Estados Unidos serem fundados como nação. Uma lei anterior aprovada por Roger Williams e Samuel Gorton, por ela contradizer suas crenças protestantes, aboliu a escravidão (mas não a servidão temporária) em Rhode Island em 1652; no entanto, fracassou em 50 anos e Rhode Island se envolveu no comércio de escravos em 1700. Samuel Sewall, um proeminente bostoniano e um dos juízes dos julgamentos de bruxas de Salem, escreveu The Selling of Joseph em protesto à prática cada vez maior de escravidão definitiva em oposição à servidão contratada nas colônias. Este é o mais antigo tratado antiescravidão publicado nos futuros Estados Unidos.
Em 1777, Vermont, ainda não um estado, tornou-se a primeira jurisdição na América do Norte a proibir a escravidão: os escravos não foram libertados diretamente, mas os senhores foram obrigados a remover escravos de Vermont. O primeiro estado a iniciar uma abolição gradual da escravidão foi a Pensilvânia, em 1780. Toda importação de escravos foi proibida, mas nenhum foi libertado a princípio; apenas os escravos dos senhores que não conseguiram registrá-los no estado, junto com os "futuros filhos" das mães escravizadas. Os escravizados na Pensilvânia antes da entrada em vigor da lei de 1780 não foram libertados até 1847.
No século XVIII, Thomas Jefferson e alguns de seus contemporâneos tinham planos de abolir a escravidão. Apesar do fato de Jefferson ter sido proprietário de escravos por toda a vida, ele incluiu uma forte linguagem antiescravidão no rascunho original da Declaração de Independência, mas outros delegados a removeram. Benjamin Franklin, também proprietário de escravos durante a maior parte de sua vida, foi um membro líder da Sociedade da Pensilvânia para a Abolição da Escravidão, a primeira organização reconhecida pelos abolicionistas nos Estados Unidos. Massachusetts assumiu uma posição muito mais radical. Sua Suprema Corte decidiu em 1783, que um homem negro era, de fato, um homem e, portanto, livre sob a constituição do estado.
Estados com maior interesse econômico em escravos, como Nova York e Nova Jersey, aprovaram leis graduais de emancipação. Embora algumas dessas leis tenham sido graduais, esses estados promulgaram as primeiras leis de abolição em todo o "Novo Mundo".
Todos os outros estados ao norte de Maryland começaram a abolição gradual da escravidão entre 1781 e 1804, com base no modelo da Pensilvânia. Em 1804, todos os estados do Norte aprovaram leis para aboli-la. Alguns escravos continuaram em servidão por mais duas décadas, mas a maioria foi libertada. Além disso, os proprietários individuais de escravos, particularmente no Alto Sul, libertavam escravos, às vezes em seus testamentos. Muitos notaram que eles haviam sido movidos pelos ideais revolucionários da igualdade dos homens. O número de negros livres como proporção da população negra aumentou de menos de 1% para quase 10% de 1790 a 1810 no Alto Sul, como resultado dessas ações.

Uma animação mostrando quando estados e territórios proibiram ou admitiram a escravidão 1789–1861

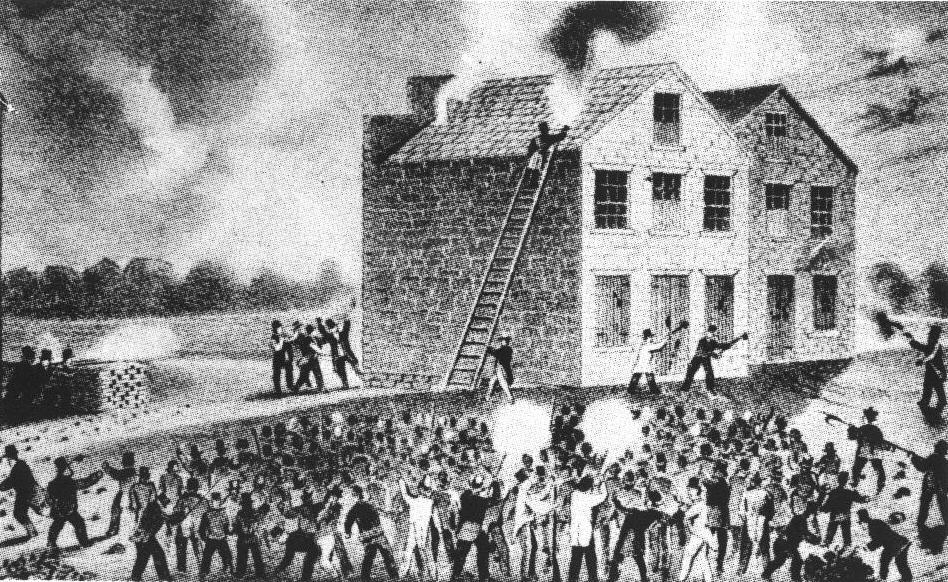
Gravura em madeira de um tumulto pró-escravidão em Alton, Illinois, em 7 de novembro de 1837, que resultou no assassinato do abolicionista Elijah Parish Lovejoy (1802–1837).

### Sul depois de 1804
A instituição permaneceu sólida no sul, e as crenças sociais e costumes da região evoluíram para uma defesa estridente da escravidão em resposta ao surgimento de uma postura antiescravidão mais forte no Norte. Somente em 1835, os abolicionistas enviaram para o Sul mais de um milhão de peças de literatura antiescravidão.
Em 1820, Thomas Jefferson apoiou em particular o Compromisso de Missouri, acreditando que ajudaria a acabar com a escravidão, mas suas opiniões sobre a escravidão eram complicadas e possivelmente contraditórias. Seu testamento libertou apenas uma pequena fração da plantação de Monticello.
O Presidente Jefferson assinou a Lei Proibindo a Importação de Escravos em 2 de março de 1807. Entrou em vigor em 1808, o mais cedo possível permitido pela Constituição. Posteriormente, em 1820, foi aprovada a Lei para Proteger o Comércio dos Estados Unidos e Punir o Crime de Pirataria. Esta lei tornou a importação de escravos nos Estados Unidos um delito de pena de morte. Os Estados Confederados da América continuaram essa proibição com a sentença de morte e proibiram a importação de escravos em sua Constituição. Os Estados Confederados também estabeleceram controle do Congresso sobre aspectos interestaduais da escravidão.

### Abolição imediata
Os abolicionistas incluíam aqueles que se uniram à Sociedade Antiesclavagista Americana ou seus grupos auxiliares nas décadas de 1830 e 1840, quando o movimento se fragmentou. O movimento antiescravidão fragmentado incluía grupos como o Partido da Liberdade; a Sociedade Americana e Estrangeira Antiescravidão ; a Associação Missionária Americana ; e a Sociedade Antiescravidão da Igreja. Tradicionalmente, os historiadores distinguem entre reformistas moderados da antiescravidão ou gradualistas, que se concentraram em impedir a expansão da escravidão, e abolicionistas radicais ou imediatistas, cujas demandas por emancipação incondicional frequentemente se fundiam com uma preocupação pelos direitos civis dos negros. No entanto, James Stewart defende uma compreensão mais sutil da relação de abolição e antiescravidão antes da Guerra Civil: 
Embora instrutiva, a distinção [entre antiescravidão e abolição] também pode ser enganosa, especialmente na avaliação do impacto político do abolicionismo. Por um lado, os donos de escravos nunca se incomodavam com esses pontos sutis. Muitos abolicionistas imediatos não mostravam menos preocupação do que outros nortistas brancos sobre o destino dos "preciosos legados de liberdade" do país. O imediatismo tornou-se mais difícil de distinguir das opiniões anti-Sul mais amplas quando os cidadãos comuns começaram a articular essas crenças entrelaçadas. 
Os defensores da escravidão ficaram indignados com o assassinato em 7 de novembro de 1837 de Elijah Parish Lovejoy, um homem branco e editor de um jornal abolicionista, por uma multidão pró-escravidão em Illinois. Quase todos os políticos do norte, como Abraham Lincoln, rejeitaram a "emancipação imediata" exigida pelos abolicionistas, considerando-a "extrema". De fato, muitos líderes do norte, incluindo Lincoln, Stephen Douglas (candidato democrata em 1860), John C. Fremont (candidato republicano em 1856) e Ulysses S. Grant casaram-se com famílias do Sul proprietárias de escravos sem qualquer desconforto moral

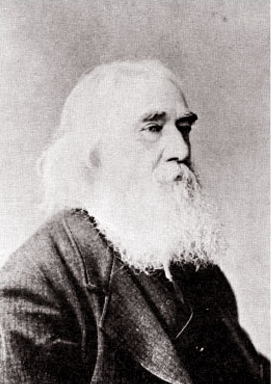
Lysander Spooner (1808–1887), um anarquista individualista que escreveu A Inconstitucionalidade da Escravidão (1845).

A antiescravidão como princípio era muito mais do que apenas o desejo de limitar a extensão da escravidão. A maioria dos nortistas reconheceu que a escravidão existia no Sul e que a Constituição não permitia que o governo federal interviesse ali. A maioria dos nortistas favoreceu uma política de emancipação gradual e compensada. Depois de 1849, os abolicionistas rejeitaram isso e exigiram que a escravidão acabasse imediatamente e em toda parte. John Brown foi o único abolicionista conhecido por ter planejado uma insurreição violenta, embora David Walker tenha promovido a ideia. O movimento abolicionista foi fortalecido pelas atividades de afro-americanos livres, especialmente na igreja dos negros, que argumentavam que as antigas justificativas bíblicas para a escravidão contradiziam o Novo Testamento.
Ativistas afro-americanos e seus escritos raramente eram ouvidos fora da comunidade negra. No entanto, eles foram tremendamente influentes em algumas pessoas brancas simpáticas, com destaque para o primeiro ativista branco a ter destaque, William Lloyd Garrison, que foi o propagandista mais eficaz. Os esforços de Garrison para recrutar porta-vozes eloquentes levaram à descoberta do ex-escravo Frederick Douglass, que acabou se tornando um ativista de destaque. Eventualmente, Douglass publicaria seu próprio jornal abolicionista amplamente distribuído, North Star.
No início da década de 1850, o movimento abolicionista americano se dividiu em dois campos devido à questão da Constituição dos Estados Unidos. Esta questão surgiu no final da década de 1840 após a publicação de The Unconstitutionality of Slavery por Lysander Spooner. Os garrisonianos, liderados por Garrison e Wendell Phillips, queimaram publicamente cópias da Constituição, chamaram-na de pacto com a escravidão e exigiram sua abolição e substituição. Outro campo, liderado por Lysander Spooner, Gerrit Smith e eventualmente Douglass, considerou a Constituição um documento antiescravidão. Usando um argumento baseado no Direito Natural e uma forma de teoria do contrato social, eles disseram que a escravidão existia fora do escopo da autoridade legítima da Constituição e, portanto, deveria ser abolida.
Outra divisão no movimento abolicionista foi nas linhas de classe. O republicanismo artesanal de Robert Dale Owen e Frances Wright contrastava fortemente com as políticas de proeminentes abolicionistas de elite, como o industrial Arthur Tappan e seu irmão evangelista Lewi. Enquanto a primeira dupla se opunha à escravidão com base na solidariedade de "escravos assalariados" com os "escravos clássicos" de bem móvel, os tappanos de tendência whig rejeitaram fortemente essa visão, opondo-se à caracterização dos trabalhadores do Norte como "escravos" em qualquer sentido. (Lott, 129–30)

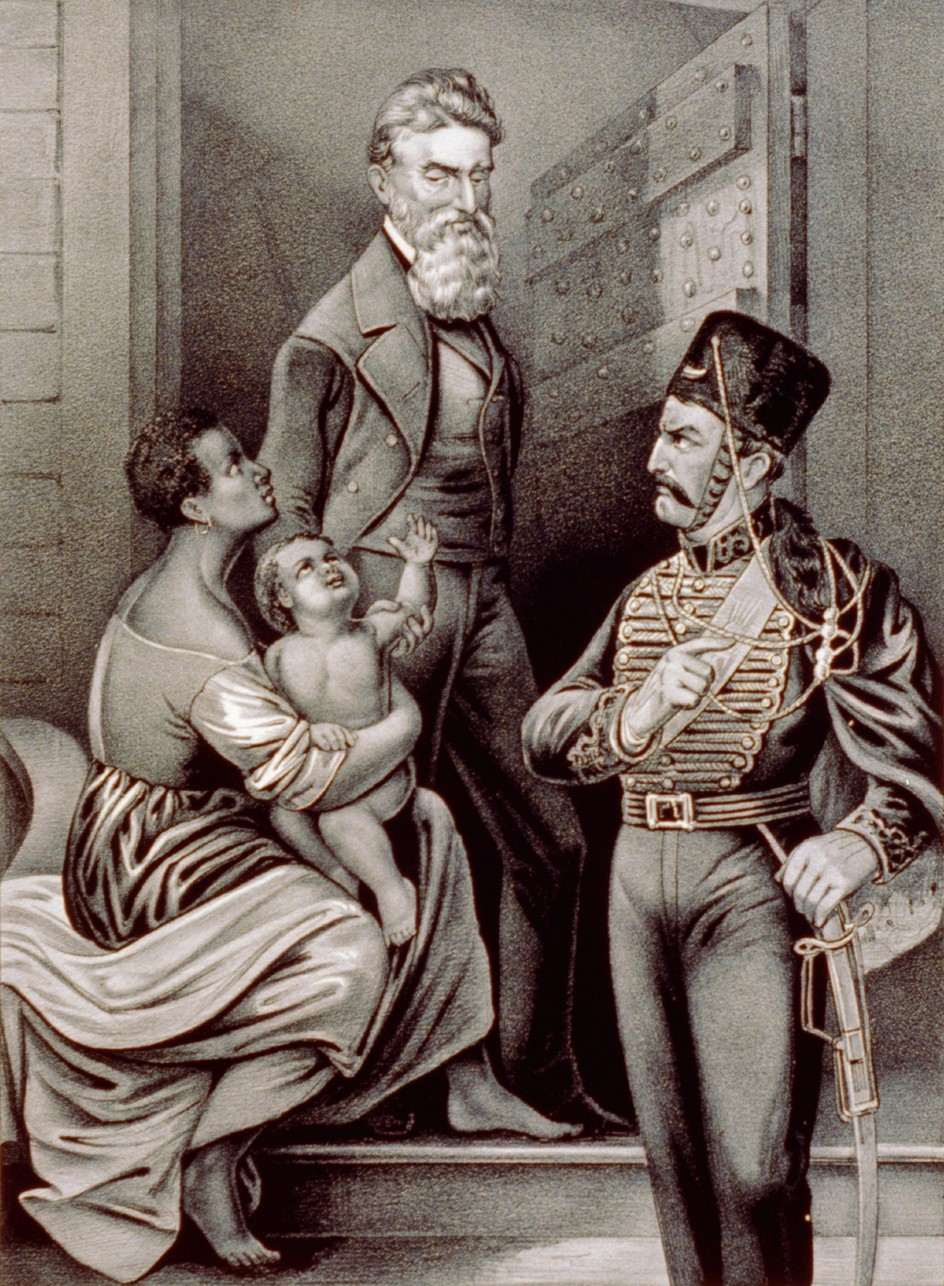
Retrato idealizado de John Brown sendo adorado por uma mãe e um filho escravizados enquanto ele caminha para sua execução.

Muitos abolicionistas americanos tiveram um papel ativo na oposição à escravidão apoiando a Ferrovia Subterrânea. Ela foi tornado ilegal pela Lei Federal de Escravos Fugitivos de 1850. No entanto, participantes como Harriet Tubman, Henry Highland Garnet, Alexander Crummell, Amos Noë Freeman e outros continuaram seu trabalho. Os abolicionistas eram particularmente ativos em Ohio, onde alguns trabalhavam diretamente na Ferrovia Subterrânea. Como o estado compartilhava uma fronteira com os estados escravos, era um local popular para os escravos que escapavam do rio Ohio e seus afluentes, onde procuravam abrigo entre os apoiadores que os ajudariam a se mudar para o norte para a liberdade. Dois eventos significativos na luta para destruir a escravidão foram o resgate de Oberlin-Wellington e o ataque de John Brown a Harpers Ferry. No Sul, os membros do movimento abolicionista ou outras pessoas que se opunham à escravidão eram frequentemente alvos da violência da multidão linchadora antes da Guerra Civil Americana.
Vários abolicionistas conhecidos viveram, trabalharam e adoraram religiosamente no centro do Brooklyn, desde Henry Ward Beecher, que leiloou escravos à liberdade, no púlpito da Igreja de Plymouth, até Nathan Egelston, líder da Sociedade Antiescravagista Africana e Estrangeira, que também pregou na Bridge Street AME e morava na Duffield Street. Seus colegas residentes da Duffield Street, Thomas e Harriet Truesdell, eram os principais membros do movimento abolicionista. Truesdell foi um dos membros fundadores da Providence Anti-slavery Society antes de se mudar para o Brooklyn em 1851. Harriet Truesdell também foi muito ativa no movimento, organizando uma convenção antiescravidão no Pennsylvania Hall, na Filadélfia. Os Tuesdell moravam na 227 Duffield Street. Outro abolicionista proeminente do Brooklyn foi Rev. Joshua Leavitt, formado como advogado em Yale, que parou de praticar direito para frequentar a Yale Divinity School, e posteriormente editou o jornal abolicionista The Emancipator e fez campanha contra a escravidão, além de defender outras reformas sociais. Em 1841, Leavitt publicou seu The Financial Power of Slavery, que argumentava que o Sul estava drenando a economia nacional devido à sua dependência da escravidão.

### O fim

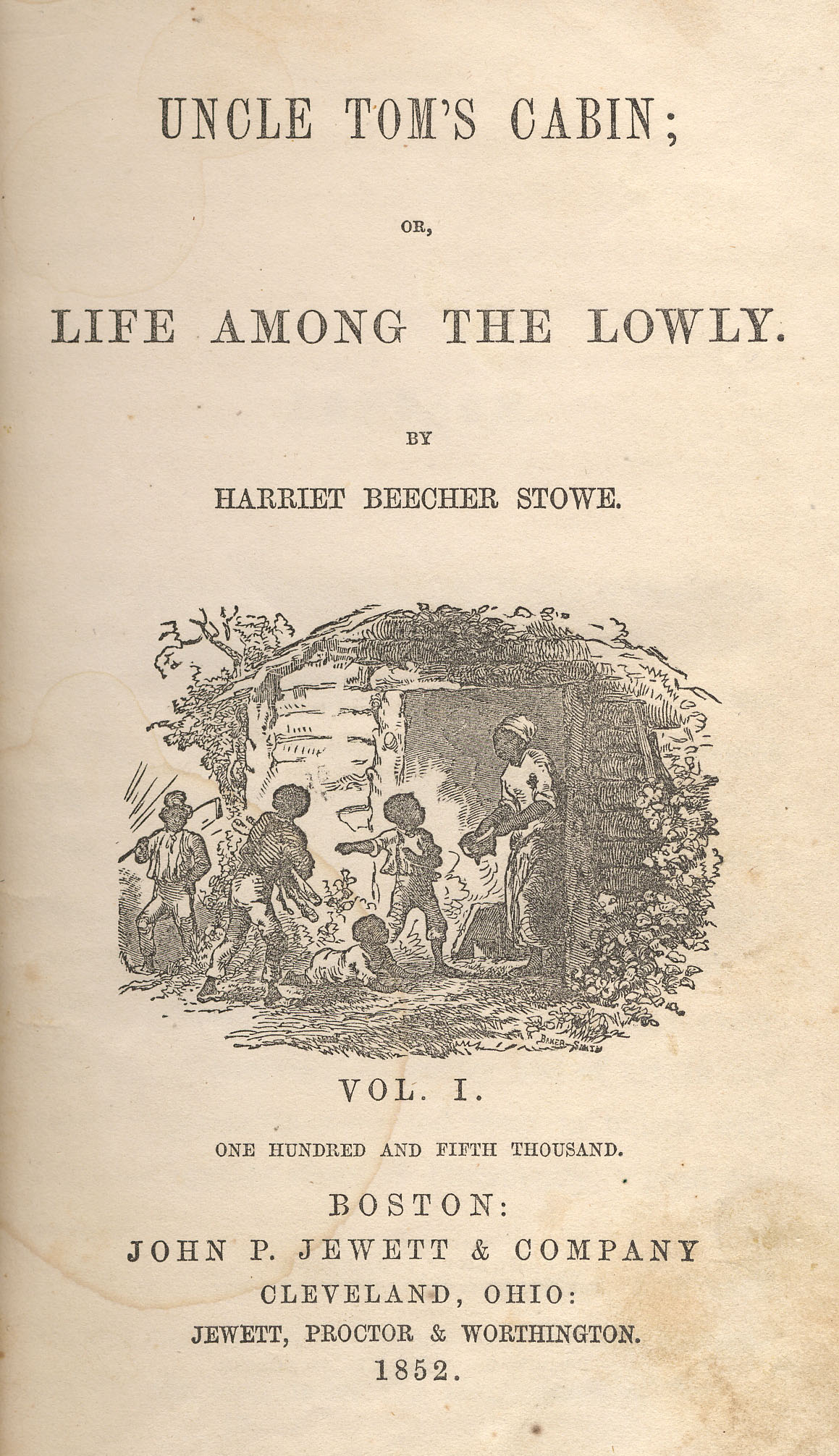
Uncle Tom's Cabin inflamou a opinião pública no Norte e na Grã-Bretanha contra os males personificados da escravidão.

Na década de 1850, a escravidão permaneceu legal nos 16 estados do Sul americano. Enquanto desaparecia nas cidades e estados fronteiriços, permaneceu forte nas áreas de plantio que cultivavam culturas comerciais como algodão, açúcar, arroz, tabaco ou cânhamo. No censo de 1860 nos Estados Unidos, a população de escravos nos Estados Unidos havia crescido para quatro milhões. O abolicionismo americano estava sediado no Norte, e os sulistas brancos alegaram que ele fomentava a rebelião de escravos.
O movimento abolicionista branco no norte foi liderado por reformadores sociais, especialmente William Lloyd Garrison, fundador da American Anti-Slavery Society, e escritores como John Greenleaf Whittier e Harriet Beecher Stowe. Ativistas negros incluíam ex-escravos como Frederick Douglass e negros livres como os irmãos Charles Henry Langston e John Mercer Langston, que ajudaram a fundar a Sociedade Antiescravidão de Ohio. Alguns abolicionistas disseram que a escravidão era criminosa e um pecado; eles também criticaram os proprietários de escravos de usarem as mulheres negras como concubinas e de tirar vantagem delas.

#### Compromisso de 1850
O Compromisso de 1850 tentou resolver os problemas que envolviam a escravidão causada pela Guerra do México e a admissão na União da República do Texas escrava. O Compromisso de 1850 foi proposto por "O Grande Compromissador" Henry Clay e foi aprovado pelo senador Stephen A. Douglas. Através do compromisso, a Califórnia foi admitida como um estado livre depois que sua convenção estadual se opôs unanimemente à escravidão lá, o Texas foi compensado financeiramente pela perda de seus territórios, o comércio de escravos (não a escravidão) foi abolido no Distrito de Columbia e a Lei do Escravo Fugitivo foi aprovada como uma concessão ao Sul. Os abolicionistas ficaram indignados porque a nova lei exigia que os nortistas ajudassem na captura e no retorno de escravos fugitivos.

#### Partido Republicano
Em 1854, o Congresso aprovou a Lei Kansas–Nebraska, que abriu esses territórios à escravidão se os moradores locais votassem dessa maneira. Os ganhos antiescravidão obtidos em compromissos anteriores foram revertidos. Uma tempestade de indignação reuniu ex-whigs, Know-Nothings e ex-Democratas do Solo Livre para formar um novo partido em 1854–1856, o Partido Republicano. Ele incluía um programa de rápida modernização envolvendo a promoção governamental da indústria, ferrovias, bancos, propriedades rurais gratuitas e faculdades, tudo para o aborrecimento do Sul. O novo partido denunciou o Poder Escravo — que é o poder político dos proprietários de escravos que supostamente controlavam o governo nacional para seu próprio benefício e para a desvantagem do homem branco comum.
O Partido Republicano queria alcançar a extinção gradual da escravidão pelas forças do mercado, porque seus membros acreditavam que o trabalho livre era superior ao trabalho escravo. Os líderes do Sul disseram que a política republicana de bloquear a expansão da escravidão no Ocidente os tornava cidadãos de segunda classe e desafiavam sua autonomia. Com a vitória presidencial de Abraham Lincoln em 1860, sete estados do Sul Profundo, cuja economia se baseava no algodão e na escravidão, decidiram se separar e formar uma nova nação. A Guerra Civil Americana estourou em abril de 1861 com o tiroteio em Fort Sumter na Carolina do Sul. Quando Lincoln pediu tropas para reprimir a rebelião, mais quatro estados escravos se separaram.

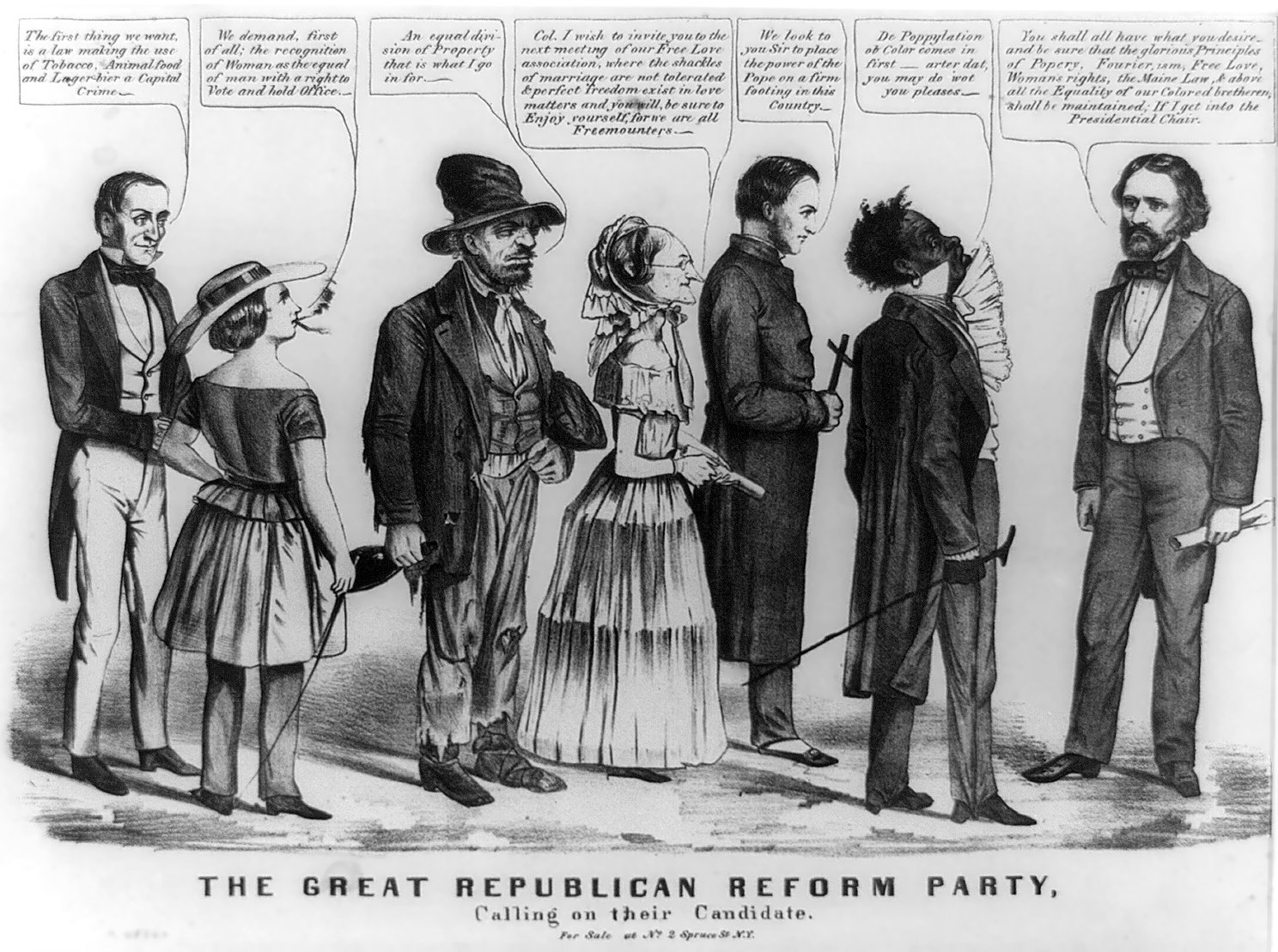
Esse desenho editorial democrata liga o candidato republicano John Frémont (o último à direita) a outros movimentos radicais, incluindo temperança, feminismo, fourierismo, amor livre, catolicismo e abolição.

O explorador ocidental John C. Frémont concorreu como o primeiro candidato republicano à presidência em 1856, usando o slogan político: "Solo livre, prata livre, homens livres, Frémont e vitória!" Embora ele tenha perdido, o partido mostrou uma base forte. Ele dominou nas áreas ianques da Nova Inglaterra, Nova York e norte do Meio-Oeste, e teve uma forte presença no resto do Norte. Quase não teve apoio no Sul, onde foi denunciado em 1856 a 1860 como uma força divisória que ameaçava a guerra civil.

Sem usar o termo "contenção", o novo Partido, em meados da década de 1850, propôs um sistema de conter a escravidão, uma vez que ganhou o controle do governo nacional. O historiador James Oakes explica a estratégia: 
O governo federal cercaria o sul com estados livres, territórios livres e águas livres, construindo o que eles chamavam de "cordão de liberdade" em torno da escravidão, cercando-o até que as fraquezas internas do próprio sistema forçassem os estados escravos um a um a abandonar a escravidão. 
Os abolicionistas exigiram a emancipação imediata, não uma contenção de ação lenta. Eles rejeitaram o novo partido e, por sua vez, seus líderes asseguraram aos eleitores de que eles não eram abolicionistas.

#### John Brown

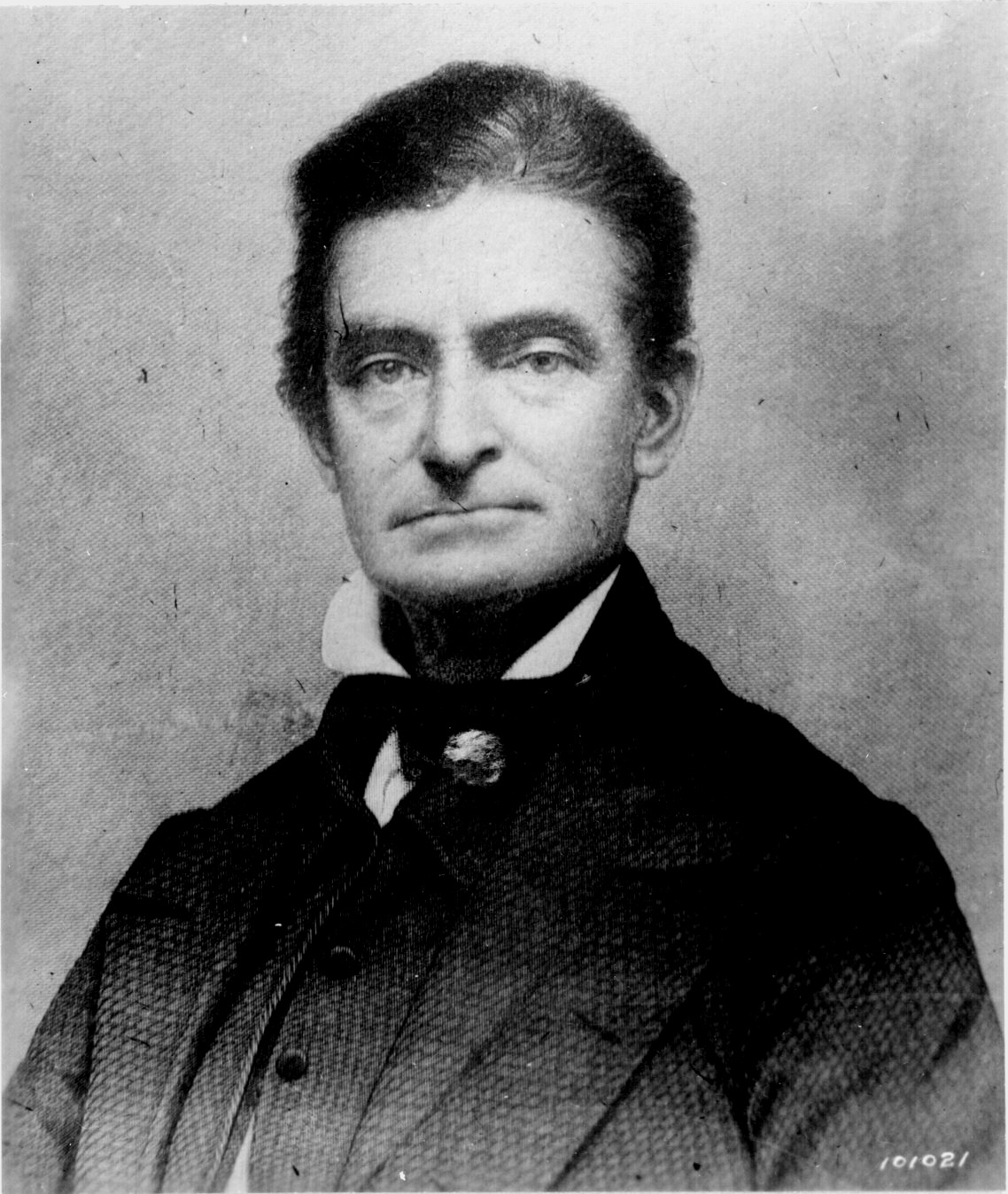
John Brown (1800–1859), abolicionista que defendia a rebelião armada por escravos. Ele matou colonos pró-escravidão no Kansas e em 1859 foi enforcado pelo estado da Virgínia por liderar uma insurreição de escravos mal sucedida em Harpers Ferry.

O historiador Frederick Blue chamou John Brown de "o mais controverso de todos os americanos do século XIX". Quando Brown foi enforcado após sua tentativa de iniciar uma rebelião de escravos em 1859, os sinos das igrejas tocaram, armas minutos foram disparadas, armas de salvas foram disparadas, grandes reuniões comemorativas ocorreram em todo o Norte, e escritores famosos como Emerson e Henry David Thoreau se juntaram a muitos nortistas elogiando Brown. Enquanto Garrison era pacifista, Brown recorreu à violência. Historiadores concordam que ele desempenhou um papel importante no início da guerra. Alguns historiadores consideram Brown um lunático enlouquecido, enquanto David S. Reynolds o aclama como o homem que "matou a escravidão, provocou a guerra civil e semeou direitos civis". Para Ken Chowder, ele é "o pai do terrorismo americano".
Seu ataque em outubro de 1859 envolveu um bando de 22 homens que apreenderam o arsenal federal em Harper's Ferry, West Virginia (então parte da Virginia), sabendo que continha dezenas de milhares de armas. Brown acreditava que o Sul estava à beira de uma gigantesca revolta de escravos e que uma centelha a provocaria. Os partidários de Brown, George Luther Stearns, Franklin B. Sanborn, Thomas Wentworth Higginson, Theodore Parker, Samuel Gridley Howe e Gerrit Smith eram todos abolicionistas, membros do Secret Six que forneceram apoio financeiro para o ataque de Brown. O ataque de Brown, diz o historiador David Potter, "era para ser de grande magnitude e produzir uma revolta revolucionária de escravos em todo o Sul". O ataque não correu como esperado. Nem um único escravo se revoltou. O tenente-coronel Robert E. Lee, do Exército dos EUA, foi despachado para impedir o ataque, e Brown foi rapidamente capturado. Brown foi julgado por traição contra a Virgínia e enforcado. Em seu julgamento, Brown exalava um notável zelo e obstinação que correspondiam diretamente aos piores temores dos sulistas. Poucos indivíduos fizeram mais para causar secessão do que John Brown, porque os sulistas acreditavam que ele estava certo sobre uma revolta iminente de escravos. No dia de sua execução, profetizou Brown, "os crimes desta terra culpada nunca serão purgados a não ser com sangue. Eu tinha, como agora penso, vãmente criado a expectativa de que, sem muito derramamento de sangue, tal pudesse ser concretizado".

#### Guerra Civil Americana

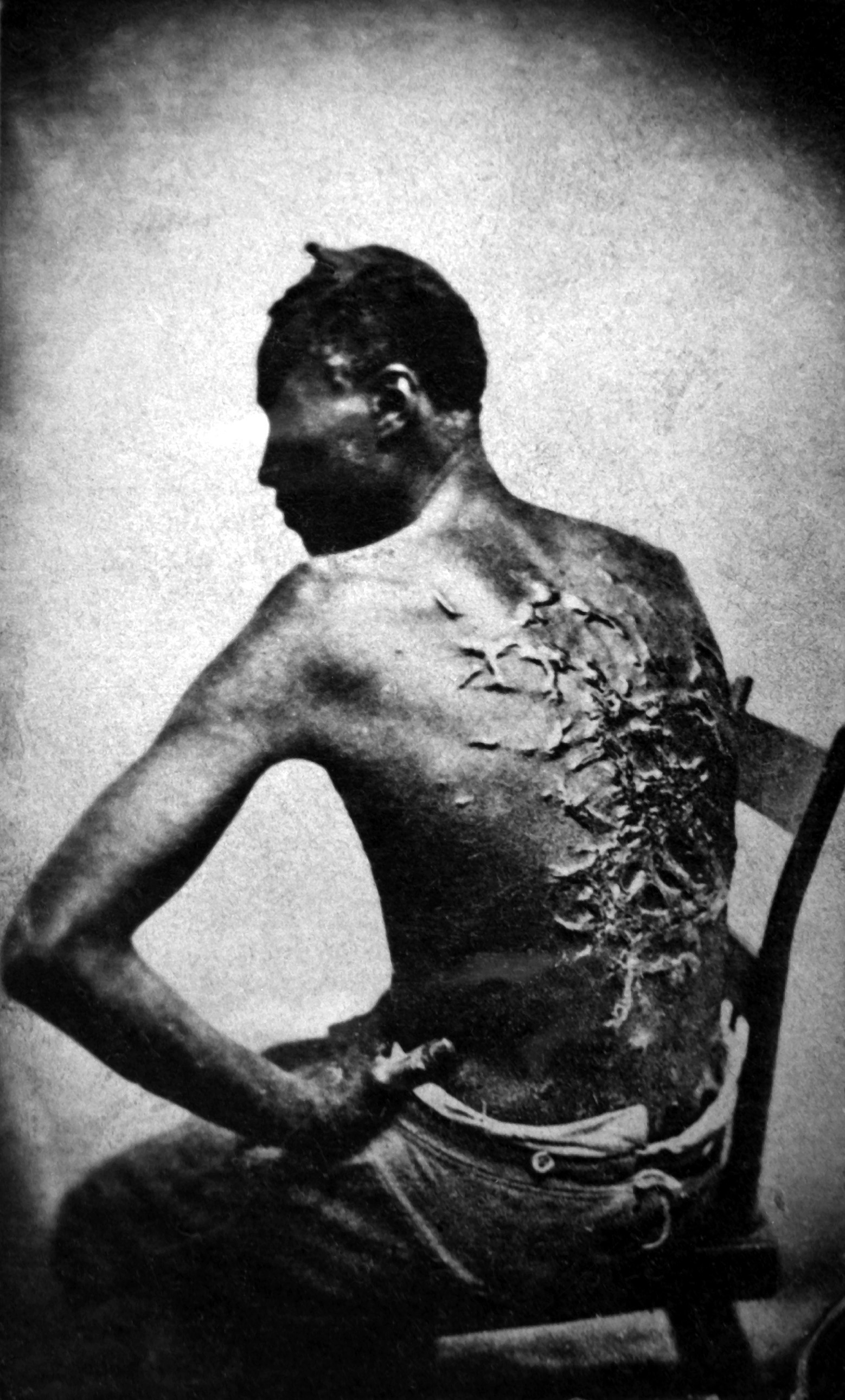
Esta foto de Gordon foi amplamente distribuída por abolicionistas.

Desde o início da Guerra Civil Americana, os líderes sindicais identificaram a escravidão como a base social e econômica da Confederação e, a partir de 1862, estavam determinados a encerrar esse sistema de apoio. O primeiro ato federal adotado contra a escravidão durante a guerra ocorreu em 16 de abril de 1862, quando Lincoln assinou a Lei de Emancipação Compensada do Distrito de Columbia, que aboliu a escravidão em Washington D. C. Enquanto isso, forças pró-União assumiram o controle dos Estados de Fronteira e iniciaram o processo de emancipação em Maryland, Missouri e Virgínia Ocidental. Todos os três estados aboliriam a escravidão antes do fim da guerra. Lincoln emitiu a Proclamação de Emancipação em 1 de janeiro de 1863. A passagem da Décima Terceira Emenda (ratificada em dezembro de 1865) aboliu a escravidão nos Estados Unidos, libertando oficialmente mais de 50 000 pessoas ainda escravizadas em Kentucky e Delaware.
Em 1863, Lincoln publicou a Proclamação de Emancipação, que libertou escravos mantidos nos Estados Confederados. Os estados fronteiriços, exceto Delaware e Kentucky, começaram seus próprios programas de emancipação. Milhares de escravos escaparam para a liberdade atrás das linhas do Exército da União e, em 1863, muitos homens começaram a servir como as Tropas de Cor dos Estados Unidos. Em junho de 1864, o Ato do Escravo Fugitivo foi revogado. A 13ª Emenda à Constituição dos EUA entrou em vigor em dezembro de 1865 e acabou com a escravidão nos Estados Unidos, exceto como punição por crime. Até a ratificação, escravos ainda existiam nos estados fronteiriços, os estados escravos que não fizeram secessão: Delaware, Maryland, Kentucky e Missouri.
A Emenda também aboliu a escravidão entre as tribos indígenas.